# 旅順會戰

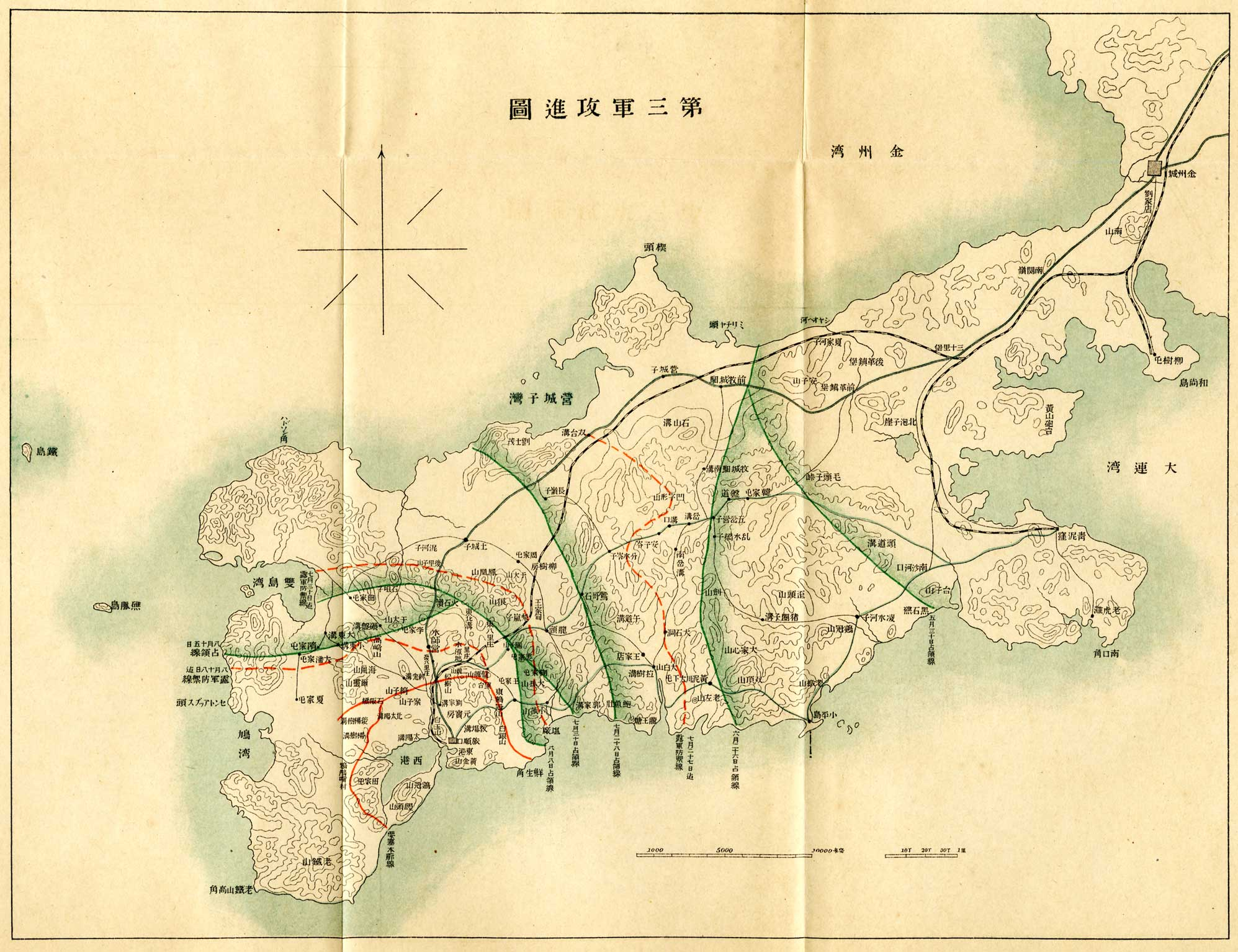
第三軍在旅順進展圖

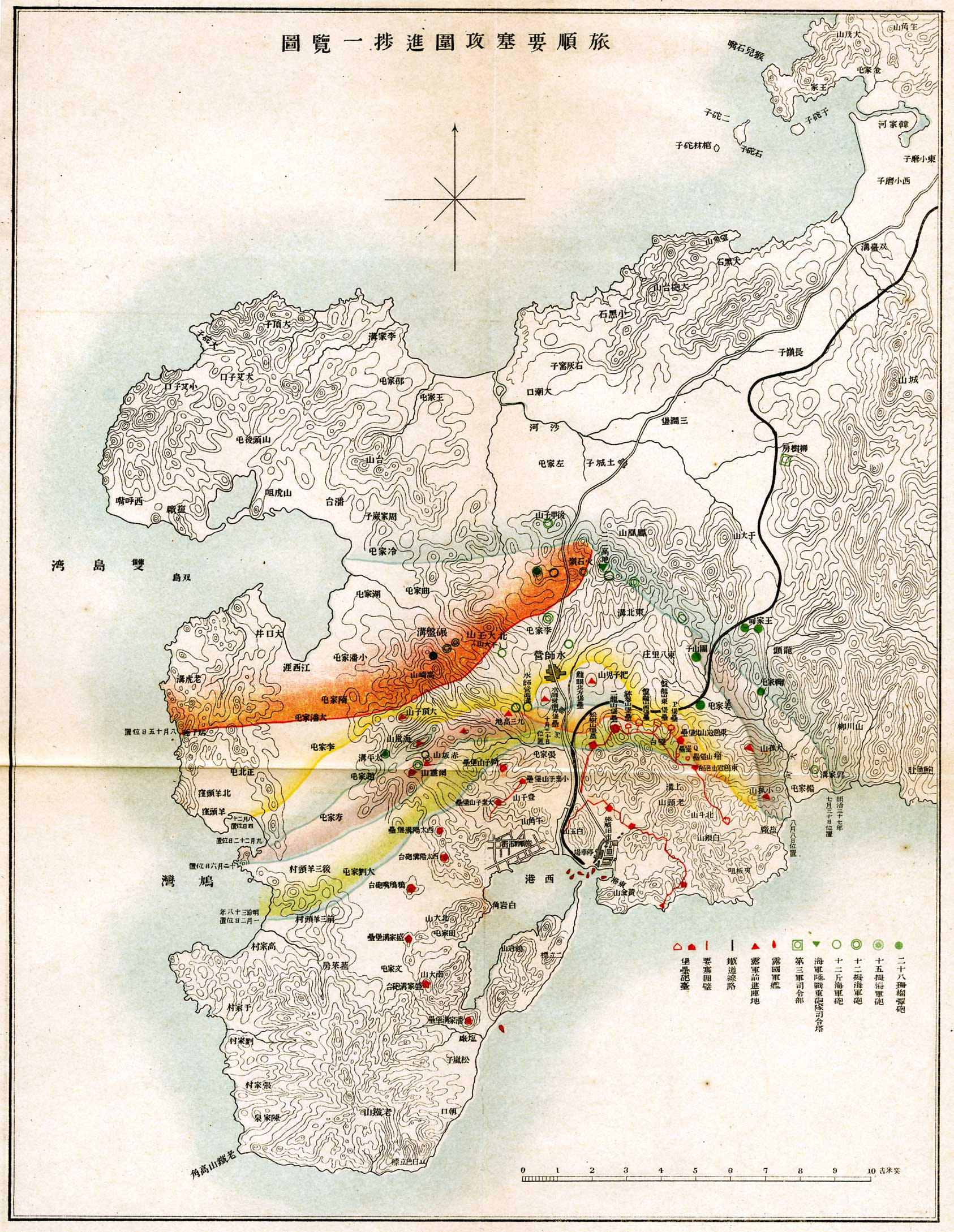
旅順包圍圈形成

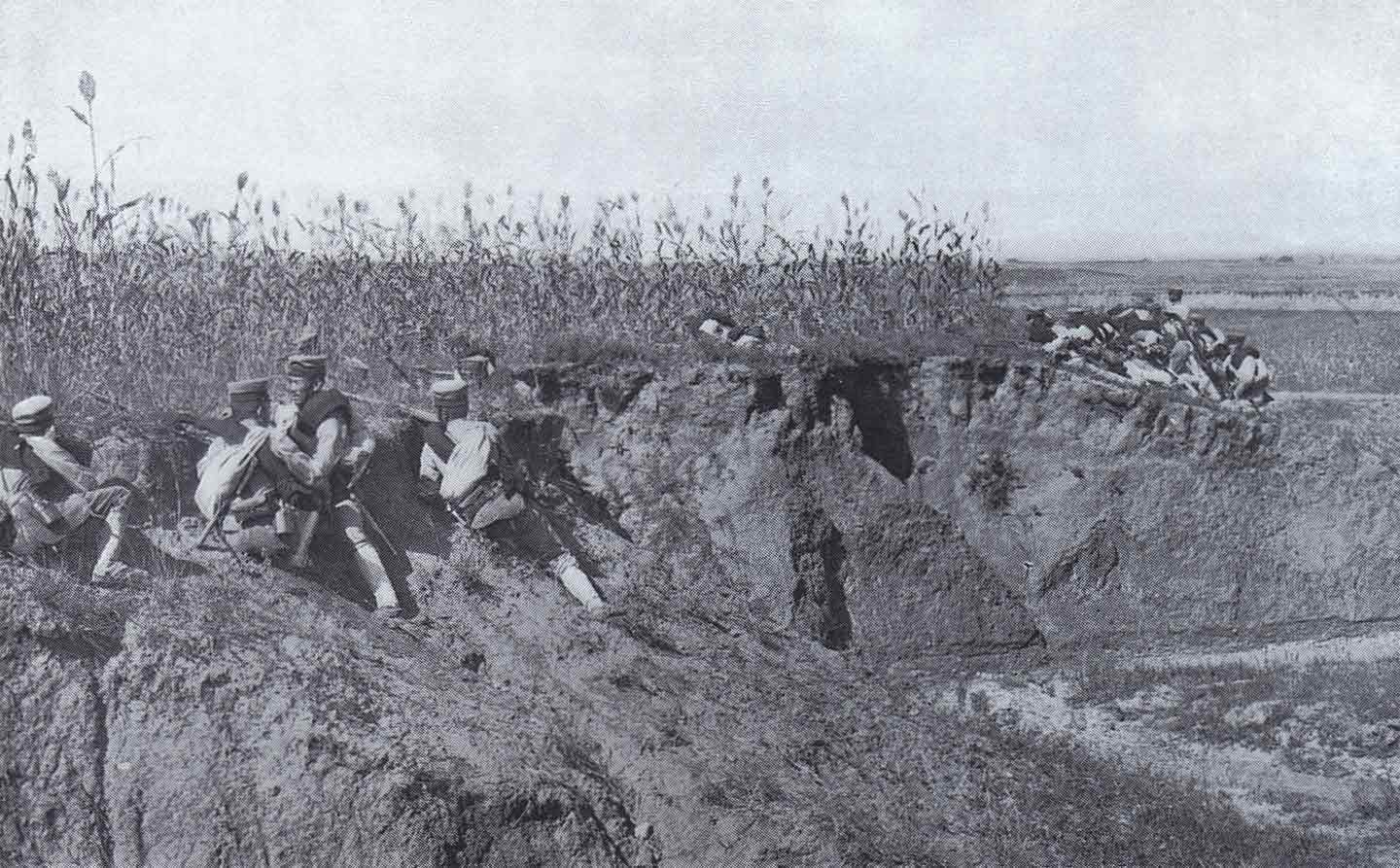
準備發起衝鋒的日軍士兵

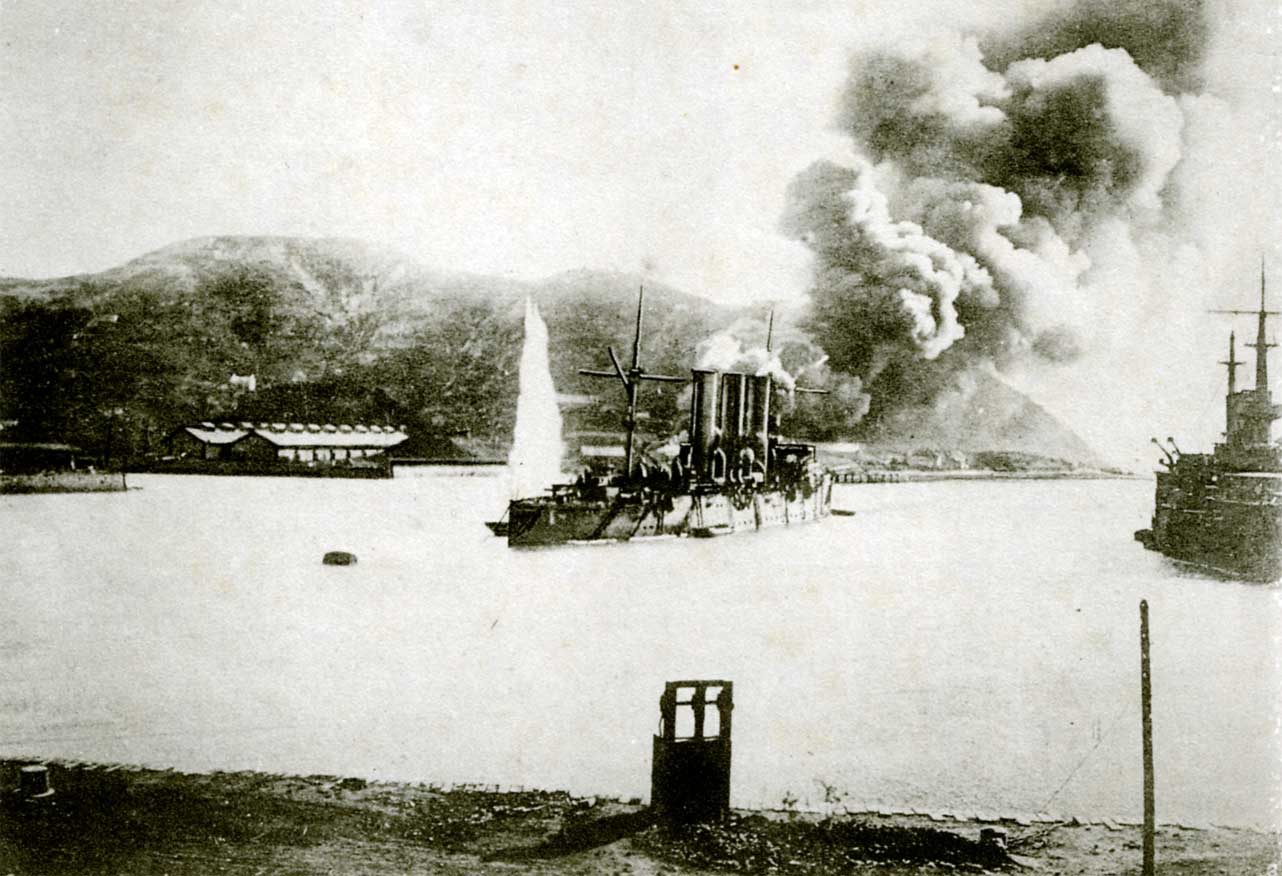
日軍砲擊造成黃金山石油庫起火燃燒

旅順會戰（日语：旅順攻囲戦，羅馬化：Oborona Port-Artura）是日俄戰爭中的一場陸上戰役。大日本帝國陸軍為奪取俄羅斯太平洋艦隊母港，對其包圍，最終攻佔了清朝的遼東半島旅順口。戰役共持續了5個月，是日俄戰爭中持續時間最長的一次戰役。
旅順軍港在20世紀初被各國普遍認為遠東第一要塞。清政府最先在旅順口修築炮台工事作為北洋艦隊的維修基地。在1894年甲午戰爭中，日軍仅花費了數天，以極小的代價攻克旅順口。然而在日俄戰爭中，日本參謀本部對戰役的艱巨性準備不足，導致日軍付出了傷亡慘重的代價。
旅順會戰亦是世界上首次大規模現代化要塞圍攻戰，被認為是10年後第一次世界大戰塹壕戰的一次預演。雙方將大量先進武器投入戰場，如重型280毫米榴彈炮、速射榴彈砲、馬克沁機關槍、迫擊砲、手榴彈和無線電設備等。防守方構築由铁丝网，機槍和砲兵陣地組成的坚固要塞，一度有效阻止進攻方的攻擊，並且給以人海戰術突擊的日本陸軍造成巨大的傷亡，当时记录日军惨况时有记录描述当时眼前所及“地面上堆积着巨量的完整尸体，冰冷的大地被盖住不见得一点痕迹”可见死亡人数之多。

## 背景
沙俄帝國於1898年強租遼東半島以來，便將旅順艦隊主力進駐旅順口，並以旅順口群山環抱的地形特點修築要塞。日本若要取得日俄戰爭勝利，必須保證日本和朝鮮半島航路安全。為此，必須在戰爭一開始殲滅或封閉俄國旅順艦隊，以確保制海權。
戰前，日本海軍和陸軍都對旅順的作戰計劃進行探討。海軍制定的方案是第一階段進行奇襲，第二階段進行港外封鎖，第三階段進行間接射擊以消滅旅順艦隊的計劃，並於1903年進行了間接射擊試驗。日本陸軍從1902年開始制定滿洲地區攻勢作戰的計劃，同時佐藤鋼次郎少佐也進行過旅順攻城戰的研究。11月參謀本部做出了總體意見，旅順港為封鎖和監視為主，主力北上投入遼陽方向和俄軍會戰。佐藤少佐力陳攻打的旅順的必要性和必然性，並堅持進行進一步的早期研究。
日本海軍主張優先對旅順港外停泊的俄國艦隊進行奇襲，而陸軍則主張優先向朝鮮半島派遣分遣艦隊，因此海陸兩軍需要就作戰計劃議定協作方案。1903年12月30日，日本海軍和陸軍終於達成作戰協議，由於海軍強調第一階段對旅順港的奇襲務必保密，所以直到12月30日的作戰會議上才把作戰方案透露給陸軍。原本大本營海軍部幕僚並不欲陸軍參與旅順的攻略戰，但另一方面在沒有陸軍的幫助下，單靠海軍將難以獨自佔領旅順，因此海軍獨自佔領旅順的方案得到了修正。開戰初期，海軍將會主導對旅順的作戰，發動奇襲消滅俄國旅順艦隊，陸軍則在陸上包圍旅順，並對旅順的攻略戰提供後援。1904年1月，參謀本部將攻城所需的材料知會陸軍省。
日俄戰爭爆發後，日本海軍在旅順口實行了港外奇襲和旅順口閉塞作戰，企圖殲滅駐防旅順港的俄國艦隊，但效果不佳，未能完成原定計劃，旅順艦隊仍然保存戰力，對日軍的海上運輸繼續造成威脅。1904年2月底，俄國符拉迪沃斯托克艦隊（又稱“浦鹽艦隊”）開始活動，該艦隊一旦南下，將會威脅日軍的海上航線的安全。從3月開始，日本海軍第二艦隊開始針對符拉迪沃斯托克艦隊的捕獵行動。此時，海軍仍然堅持“海軍單獨對付旅順艦隊”的觀點，並繼續單獨進行對旅順港的閉塞作戰。在海軍封鎖旅順港的同時，日本陸軍一直監視駐防旅順的俄軍。1904年3月初，陸軍決定採取攻擊行動。3月14日，陸軍決定出動兩個師團進攻旅順口。3月27日，海軍進行第二次閉塞作戰（廣瀨武夫在此戰中戰死），結果仍不佳。進入4月，海軍起初仍然徒勞的堅持“獨自對付旅順艦隊”的主張，拒絕和陸軍協同作戰。為此，4月6日大山巖參謀總長，兒玉源太郎參謀次長和伊集院五郎軍令部次長協商決議中首次出現了“陸軍將應海軍要求攻克旅順口”的字樣。其後，海軍的策略修正為封鎖作戰，並在旅順口外佈設了水雷，防止旅順艦隊出海。
1904年5月後，狀況又有所變化。俄國決定派遣波羅的海艦隊增援遠東，若與尚完整的旅順艦隊會合，俄國海軍在遠東的實力將會是日本聯合艦隊的兩倍。一旦俄國艦隊取得遠東地區的制海權，日本本土和朝鮮的海上運輸線將會面臨被切斷的威脅，而日本陸軍在滿洲地區的作戰也將會難以為繼。5月3日，海軍發起第三次閉塞作戰，仍然失敗。5月9日起，日本海軍將戰術轉為在旅順口外游弋，阻止旅順艦隊逃離旅順，但此舉也限制了聯合艦隊自身的行動自由，使其難以應付將會從歐洲前來增援的波羅的海艦隊。5月19日，聯合艦隊兩艘主力戰艦觸雷沈沒，旅順口外的形勢變的對日本異常嚴峻。
由於必須趕在俄國波羅的海艦隊抵達前，攻佔旅順並消滅旅順艦隊，從陸上攻克旅順的必要性大增。此時海軍終於改變策略，不再堅持要“單獨消滅旅順艦隊”，轉而和陸軍合作。5月25日，裝備了大量攻城專用裝備的第三軍在東京編成，該軍司令官為曾經在日清戰爭中攻克旅順口的乃木希典大將，而該軍參謀長是砲術專家伊地知幸介少將。司令部還匯集了當時許多精英人物，如曾在德國學習要塞戰術的井上幾太郎作為參謀出征，並在後來攻城陷入困境時為第三軍打開局面做了許多貢獻。第三軍司令部於5月1日從日本本土出發，8日抵達大連。此時金州戰役已經結束，原屬第二軍的第一和第十一師團被編入第三軍加強對旅順的進攻兵力。隨後第二軍北上滿洲腹地進行遼陽會戰。

## 旅順要塞的構造
旅順要塞原為清朝北洋水師軍港，中日甲午戰爭時曾被日本陸軍佔領。三國干涉還遼後，俄國強租旅順口作為旅順艦隊的基地，並接收了清軍剩下的一些防禦設施和設備。然而防禦設施均為舊式，防禦效果不佳，因此俄軍不斷對旅順防禦工事進行強化。1901年，工程全面開始，計劃從203高地到大孤山建立堅固的要塞防線，並配置了二萬五千人的守備兵力。但由於預算不足，防禦線收縮至203高地至大孤山港灣側以內，常駐兵力也下降到一萬三千人。原定於1909年完成要塞建設工程，日俄戰爭在1904年爆發時，防禦工事尚未竣工。
要塞主要防禦線由8个半永久堡壘，9個中央堡壘。其中6個永久砲台，4個角面堡和陣地前沿戰壕相連接，防禦死角小。後方高地為支援用砲兵陣地。如若主防線被突破，內有塹壕相連的堡壘砲台和副廓陣地環繞旅順舊市街，可為抵抗和反擊提供依託。對海防禦方面，有220門大炮，防止艦隊從海上接近要塞。
但是工程設施建設並未完備。主防線上砲台的頂部為開放式結構，容易遭到進攻日軍炮火的襲擊。數個弱點需要補強，主防線外圍需要更多的前沿陣地。大孤山和203高地直至戰役開始尚處於野戰陣地或前哨陣地狀態。這些陣地大部份在第三軍發動總攻擊前的前哨戰中被奪取。俄軍第七師師長康德拉琴科少將投入大量精力強化工事，並對工事的強度頗具信心。
開戰時，俄軍在滿洲總兵力為6個師，其中三分之一，即兩個師約3萬人配屬在旅順和大連一線。加上要塞本身配屬的防衛兵，工兵，砲兵共4.4萬人，另外還有其他軍屬7000人和海軍官兵1.2萬人。開戰後，旅順的出海口立即遭受日本海軍聯合艦隊的海上封鎖，隨後又受到準備進攻的日本陸軍第三軍從陸上包圍。

## 作戰經過

### 前哨戰

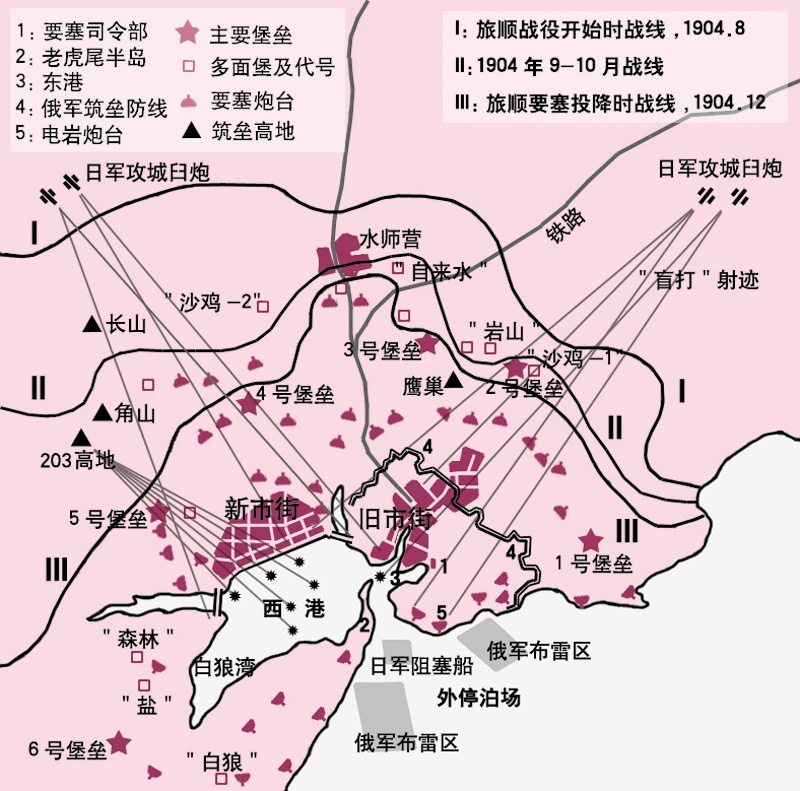
旅顺会战示意图

俄軍由關東軍負責旅順地區之地區防務，新任司令官為安納托利·斯特塞爾中將。旅順要塞司令官為康斯坦丁·斯米爾諾夫中將。守備部隊包括東西伯利亞第七狙擊兵師，師長羅曼·康德拉琴科少將；第四師，師長亞歷山大·福克少將。此外，還包括東西伯利亞第五狙擊兵團和要塞砲兵隊，騎兵，工兵在內共4.4萬人，火炮436門。
由於海軍認為自身無法單獨消滅退避在港內之旅順艦隊，1904年7月12日海軍軍令部長伊東佑亨向參謀總長山縣有朋發出請求，攻佔旅順基地，消滅或驅逐敵艦隊。第三軍組建完成並於6月26日部署到旅順附近地區。6月31日，大本營向陸軍發佈旅順攻略戰的指令。
但是，旅順攻略戰並未出現在陸軍戰前的作戰計劃中，陸軍也缺乏旅順要塞的情報。俄軍對要塞進行了強化，第三軍手中地圖對俄軍前沿陣地（龍眼北方堡壘，水師營南方堡壘，龍王廟山，南山披山，以及203高地等）完全沒有任何記載。防線上的二龍山，东鸡冠山上兩座堡壘臨時修築的工事的記載也是錯誤的。
在此情況下，以哪個方向為主攻成為作戰的關鍵。戰前圖上作業表明主攻要塞西部更加有利。但是第三軍在大連灣登陸前根據戰地情況研究認為，要塞東面有現成的鐵路和公路，便於部隊和攻城炮兵快速展開和取得補給，以實現“儘快攻克”這一目標。新上任大本營軍令部次長長岡外史少將，滿洲軍參謀井口省吾少將則支持“主攻西面”的觀點（注意此時“主攻西面”說僅僅是指將主要兵力部署到要塞西面進行攻擊，和日後對203高地攻擊戰術不同）。爭論一直持續到當年7月，第三軍司令部至旅順附近現地探查後方才結束。7月3日，康德拉琴科師一部發起逆襲，被據壕以待的日軍反擊擊退。
隨後，第九師團和後備第一旅團相繼加入第三軍，以壯大軍力。隨後，司令官乃木希典親自決定主攻要塞東北面，放棄西面主攻的理由如下：
1. 主力轉移至西面，需在敵火力威脅下的平地做長距離機動，對部隊較危險。
2. 西面沒有鐵路，道路條件差，不利於攻城砲移動和展開。
3. 要塞的制高點，守備核心望台位於東北方向。
4. 若要進攻西面的203高地和南山披山，必須佔領較多的前進陣地，可能需要花費較多的時間和精力。[14]

7月26日起，第三軍即對旅順要塞各前沿陣地展開進攻。要塞的前沿陣地有：西方203高地附近陣地，北方水師營前沿各陣地，東面大小孤山諸陣地以及主攻方向上的東部大孤山陣地。俄軍在這些外圍陣地上的防禦工作尚未完成。三天的外圍戰鬥日軍傷亡2800人，俄軍傷亡1500人。30日俄軍退守要塞內部。這是，乃木命令全軍休整，將總攻擊時間推遲到8月19日，以等待砲兵部隊增援完成。
8月7日，黑井悌次郎海軍中佐率海軍陸戰重炮旅在大孤山設置觀測所，對旅順港內的艦隊進行砲擊戰。9日9時40分，戰艦“列特維贊”號中彈受傷。旅順艦隊開始受到日軍炮火直接威脅，俄國遠東總督叶夫根尼·伊万诺维奇·阿列克塞耶夫命令旅順艦隊向海参崴轉移。8月10日，俄國旅順艦隊（第一太平洋艦隊）司令長官維特蓋夫特出港作戰，海軍請求陸軍“將旅順艦隊逐出旅順港”的目標達成。
但是，在黃海海戰中，日本聯合艦隊和旅順艦隊進行了兩次砲擊戰，雖重創旅順艦隊，卻未能擊沉一艘敵艦。夜幕降臨後，旅順艦隊艦隻逃回旅順港。由於旅順港缺乏修理設備，難以修復黃海海戰中艦艇遭受的嚴重損傷。只有損害最輕的“塞瓦斯托波爾”號戰艦能修復到適合遠洋作戰。旅順艦隊戰鬥力幾乎喪失。

### 第一次總攻擊（1904年8月19日－24日）

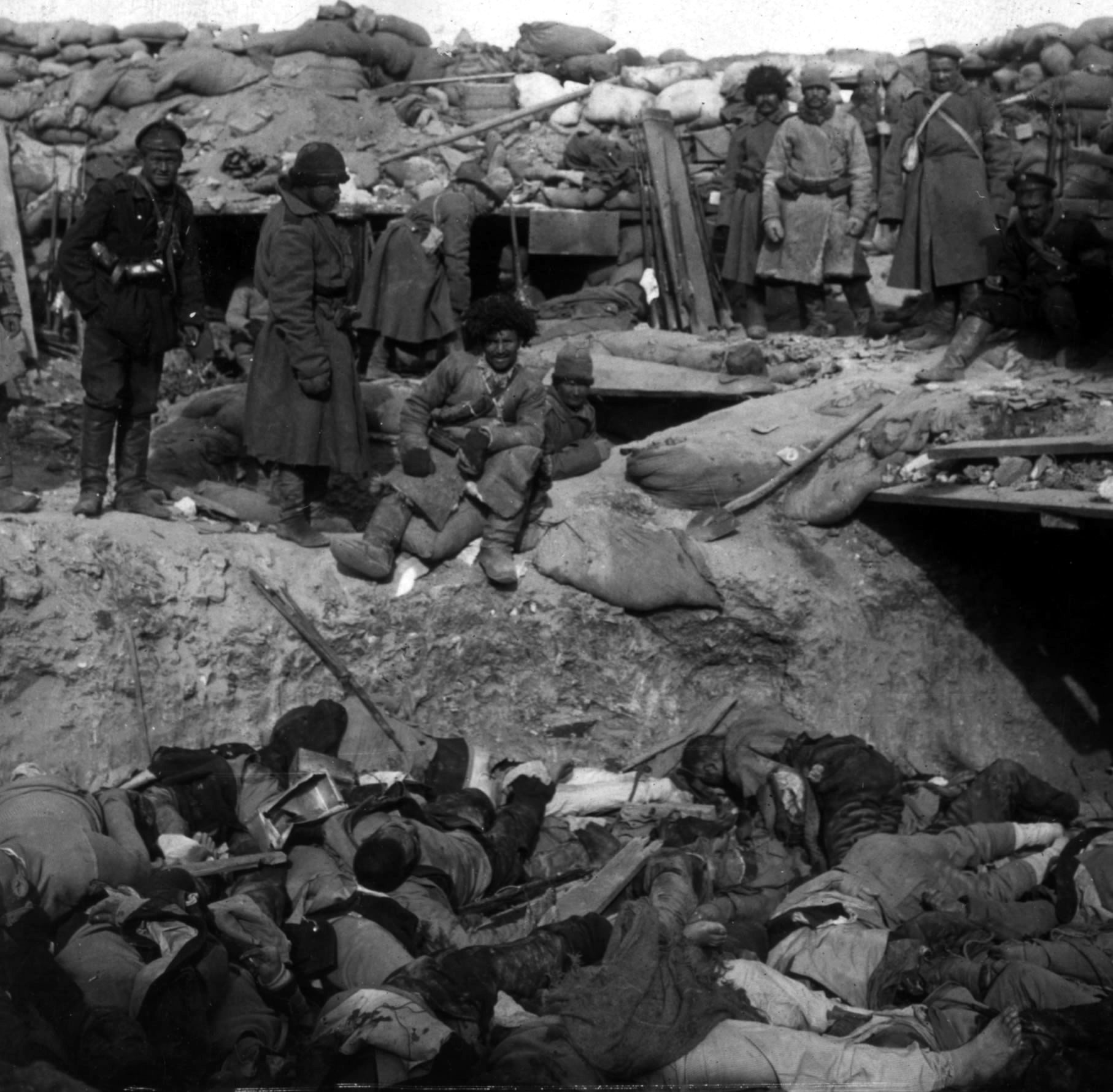
俄軍戰壕前堆積如山的日軍屍體

總攻擊發起前，第三軍司令部前出至鳳凰山東南柳樹房，並在團子山東北高地設立前敵指揮所，以及時把握戰況。該地距攻擊目標東雞冠山堡壘僅3公里遠，常常受到流彈的威脅。指揮官將在此指揮總攻擊。
8月18日深夜，第三軍（參戰兵力5.1萬人，火炮380門）各師團進入敵方射程外的出發陣地。
次日（19日）凌晨，各部對攻擊正面進行炮火準備，炮擊持續約1小時，耗彈約11.3萬發。上午6時，第三軍步兵躍出戰壕，對旅順要塞正面各堡壘展開第一次總攻擊。後備第11旅團對大頂子山進行攻擊，連續三日猛攻後，於22日佔領。然而在水師營方向擔任主攻的第一師團和進攻東雞冠山的第11師團的突擊均失敗，兩師團損失慘重。
第九師團亦在第一次總攻擊中損失慘重。左翼第六旅團在旅團長一戶兵衛少將指揮下浴血奮戰，屬下步兵第7聯隊聯隊長大內守靜大佐戰死，終於在20日成功佔領盤龍山東西堡壘，此為進攻俄軍第二道防線的必經之地，第二道防線的主陣地，能俯瞰旅順全港的望台山近在眼前。
乃木為鞏固佔領地，將第一師團和第11師團殘部調至盤龍山方向。第六旅團將步兵第35聯隊（聯隊長於7月30日負傷）投入望台攻擊，替換下傷亡頗大的步兵第7聯隊。激戰至22日，第35聯隊聯隊長折下勝造戰死。23日，第11師團接替第六旅團擔任望台主攻，步兵第12，22，44聯隊投入戰鬥。由於日軍僅佔領盤龍山堡壘群一小塊狹小的陣地，俄軍調預備隊反擊盤龍山日軍，同時周圍堡壘以炮火支援，日軍奪取望台，佔領並鞏固陣地的期望落空，被迫放棄。
次日（24日），乃木向第三軍全軍發佈命令停止進攻。第一次總攻擊日軍戰死5017人，負傷10,843人，第三軍幾乎損失了一整個師團的兵力而戰果甚微。俄軍陣亡1500人，負傷4500人。

### 第二次總攻擊前哨戰（1904年9月19日－22日）
由於滿洲軍司令部和大本營“儘早攻克旅順”的要求，第三軍第一次總攻擊採用的是步兵衝鋒的戰術並遭到了失敗。第三軍隨即變更了戰術，改為“正面攻擊法”，即在敵要塞正面挖掘塹壕，用來保護進攻的步兵推進到離要塞較近的距離，步兵衝鋒和戰壕掘進交替進行。为了接近俄军，日军开始在前沿修筑战壕。8月30日，俄第七师师长康德拉琴科命令属下部队对掘壕前进的日军发起反击遭到了失败，损失了约三成的兵力。
9月15日，日軍完成塹壕挖掘，第三軍遂實施第二次總攻擊，以佔領盤龍山，大頂子山周圍陣地，確保第二次總攻擊出發陣地。晚5時，兩個後備聯隊約4000人攻擊南山披山和203高地。當天夜晚，月光方向有利於俄軍，俄軍射擊準確，日軍進攻受阻，進攻日期拖延至20日。次日上午5時日軍突擊南山披山，僅十分鐘即突擊成功，俄軍守備隊退守二線陣地。但是在203高地雙方展開激戰，日軍佔據西南堡壘，和佔據東北堡壘的俄軍展開射擊戰。21日，雙方均投入增運部隊，日軍預備隊原位於戰線後方，在前進中遭敵炮火阻攔，至夜間，傷亡不斷增加，晚10時，進攻東北堡壘的行動宣告失敗。至22日上午10時，日軍共發起6次進攻，全部失敗，剩餘日軍退卻。俄軍從龍眼北方堡壘和水師營周圍堡壘群的炮火壓制是203高地久攻不克的主要原因。在203高地以外地區，第二次總攻擊前哨戰作戰目標基本達成。
此戰日軍陣亡924人，負傷3,925人。俄軍陣亡約600人，2,200人受傷。
第一次總攻擊失敗後，參謀本部將安置在東京灣要塞和藝予要塞的二十八厘米榴彈砲投入旅順前線。混凝土砲架（砲台基座）在戰場環境安置遇到了很大困難，最後由於工兵部隊努力解決了困難。
二十八厘米榴彈砲於9月30日對旅順舊市街港灣開始射擊，20日日軍佔領南山披山後，在其上設置觀測站指揮砲擊港內俄艦，數艘俄艦中彈受創。然而艦隊在黃海海戰中基本失去了戰鬥力，砲擊艦隊並未對俄軍士氣造成很大的影響。由於砲擊成效顯著，運往第三軍的二十八釐米榴彈砲逐漸增加，最終數量為18門。

### 第二次總攻擊（1904年10月26日－30日）
10月15日，俄海軍波羅的海艦隊啟航前往符拉迪沃斯托克，得到情報後，海軍再次請求陸軍從速攻克旅順港。10月26日，二十八釐榴彈砲部署完成，第二次總攻擊開始。攻擊目標為佔領並確保盤龍山突出部，龍眼北方堡壘和周邊陣地。
經過大威力的二十八釐榴彈砲四天的砲擊，攻擊目標二龍山堡壘的兵營被擊壞，東雞冠山堡壘火藥庫被擊中引起大爆炸，損害甚大。29日，俄軍反擊失敗，30日，第九師團進攻無名堡壘（通稱P堡壘），第六旅團苦戰至半夜，終於攻取（該堡壘後以旅團長一戶兵衛命名為一戶堡壘）。第二次總攻擊日軍共戰死1,092人，負傷2,782人，俄軍陣亡616人，負傷4,453人，損失超過了日軍。日軍起初攻擊目標並未達成，僅佔領了一戶堡壘。

### 第三次總攻擊（1904年11月26日－12月6日）
11月14日，大本營召開御前會議，決定採納參謀本部“203高地主攻”的觀點。但滿洲軍司令官大山巖並未採納御前會議決議。總參謀長兒玉源太郎認為10月的砲擊已使旅順艦隊失去戰鬥力，從而下令停止向艦隊砲擊。高層的分歧使得第三軍戰術受到干擾，最終實施的第三次總攻擊按雙方折衷方案實施。
11月中旬，盤龍山，一戶堡壘兩側的二龍山，東雞冠山的進攻塹壕已經挖掘到堡壘的正下方，並且繼續在開鑿隧道以實施胸牆爆破。參謀本部將內地駐守最後一個現役精銳師團，北海道旭川第七師團投入旅順前線，佈置在第一和第九師團之間，將負責203高地攻略。
11月26日，日軍開始對東雞冠山北堡壘和二龍山堡壘進行炮火準備。下午，第11師團向東雞冠山北堡壘，第九師團向二龍山堡壘分別展開進攻，然而，數波攻擊均遭到失敗。入夜後，由第二旅團旅團長中村覺少將指揮，由第三軍各部約3100名志願人員組成“特別支隊”滲透奇襲松樹山第四炮台。為在夜戰中分辨敵我，“特別支隊”身戴白襷，被稱為“白襷隊”。白襷隊試圖隊對敵要塞進行決死奇襲，隊長中村覺少將親自率隊衝鋒。但因為缺乏預備兵力增援，在狹小地域無法展開的，奇襲失敗，被迫撤退。中村覺中彈負傷，損失慘重。
在正面攻擊計劃受挫後，27日，第三軍便將主攻目標變更為203高地。28日，由第一師團擔任203高地主攻。二十八釐榴彈砲由於泥濘緣故無法完全發揮火力，第一師團在進攻中損失1500人，無法繼續前進。29日，預備隊第七師團投入進攻，30日下午5時西南陣地佔領。數小時後東北堡壘亦被佔領。但俄軍隨即發起反擊，至12月1日，除了西南一角外，俄軍收復203高地所有陣地。
11月29日，滿洲軍總參謀長兒玉源太郎大將啓程前往旅順，12月1日抵達。在旅途中，兒玉和大山岩收到第三軍關於203高地得而復失的電報，並請求滿洲軍將北方戰線的第八師團步兵第17聯隊南下增援旅順方向的請求。
12月1日至3日，日军暂停攻击并进行攻击整备，攻击部队进行整理，并进行了炮兵阵地转移。12月4日清晨，203高地攻击开始，5日上午9时，以第七师团步兵第27联队死守的西南一角据点为依托，第七师团剩余部队和第一师团一部组成的突击队对203高地西南堡垒发动攻击，上午10時左右完全占领該堡壘。下午1時45分，对东北堡垒发起进攻，战至晚上10時，俄军不支撤退，203高地完全被日军夺占。12月6日，乃木希典徒步登上高地慰劳进攻将士，突击部队伤亡惨重，只剩下900余人。
第三次总攻击日军共阵亡5,052人，负伤11,884人。俄军战死5,308人，负伤近12,000人，旅顺舰队遭日军炮火打击全军覆没。总参谋长儿玉源太郎在确认战果后，返回烟台的满洲军司令部。

### 要塞正面突破和俄軍投降

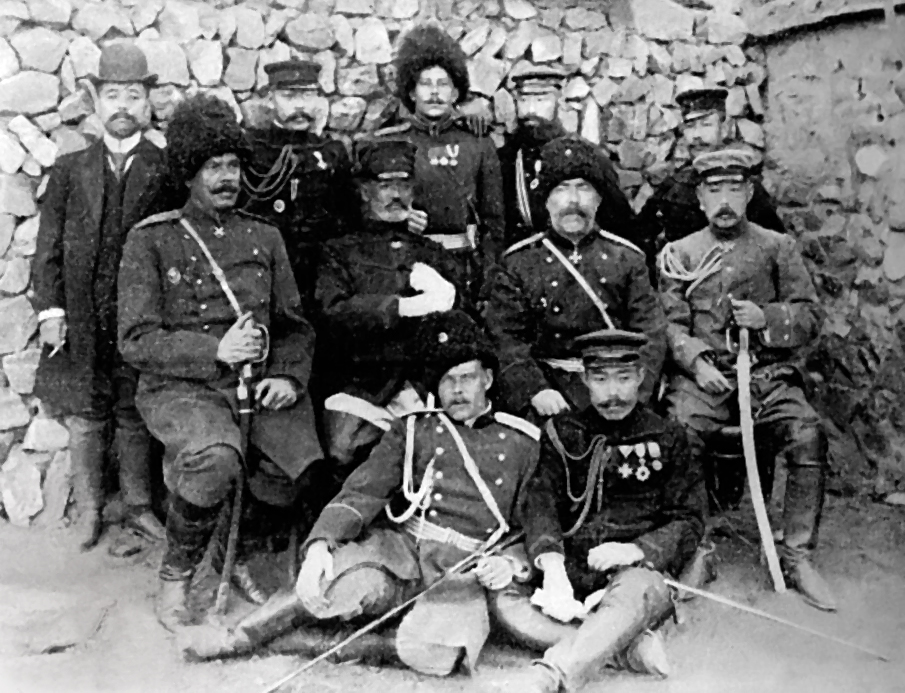
“水師營會見”雙方總指揮官及隨員合影，乃木希典特許戰敗的俄軍軍官保留佩劍

12月11日，第11師團對東雞冠山北堡壘發起進攻。15日，堡壘被二十八厘米榴彈砲重創，正在堡壘兵營視察並頒發勳章的康德拉琴科少將中炮陣亡。18日，日本工兵用約2噸的炸藥對堡壘胸牆實施爆破。俄軍儘管剩下150餘名守備兵，仍發動果斷的反擊。日軍要與俄軍肉搏戰至半夜，才能攻佔東雞冠山北堡壘。第11師團戰死151人，負傷699人。俄軍92人戰死，接近全員覆沒。
自此，第三軍確立了先爆破胸牆，再進行突擊的戰術。28日，第九師團對二龍山發起進攻，使用約3噸的炸藥進行爆破。俄軍300名守備兵中半數被掩埋，剩餘士兵仍頑強抵抗。俄軍派出海軍士兵增援二龍山，雙方展開射擊戰。日軍36聯隊向敵側後迂迴，俄軍守備隊長為避免被包圍最終撤退，日軍於29日3時佔領陣地。第九師團戰死237人，負傷953人。俄軍戰死者在300人以上。
31日，第一師團對松樹山堡壘發起進攻。俄軍208人守備隊中，約有半數在爆破時戰死。此時日軍已經佔領二龍山堡壘，第九師團砲兵對松樹山的後方進行遮斷射擊。11時，俄軍守備隊投降。第一師團戰死18人，負傷169人，俄軍約有103人被俘。
203高地的消耗戰耗盡了俄軍的預備隊，正面主要堡壘的陷落使得俄軍士氣低落不堪，俄軍指揮部裡主戰派將領失去了支持。1905年1月1日凌晨，日軍對重要陣地虎頭山望台堡壘發起進攻，下午4時半，俄軍旅順殘餘部隊向日軍投降。
5日，旅順要塞司令官斯特塞爾出降，和日軍第三軍司令官乃木希典在旅順近郊的水師營會面。雙方司令官均讚揚了對手的戰術和勇武，斯特塞爾也對乃木兩個兒子的戰死表示了哀悼。乃木出於武士道精神，保全了投降俄軍將士的名節，允許其繼續佩戴佩劍。戰後，該場景被譜寫成歌曲《水師營會見》，並由文部省編入教材而廣為傳唱。至此，旅順會戰結束，日軍共投入13萬人，傷亡約6萬人。

## 影響

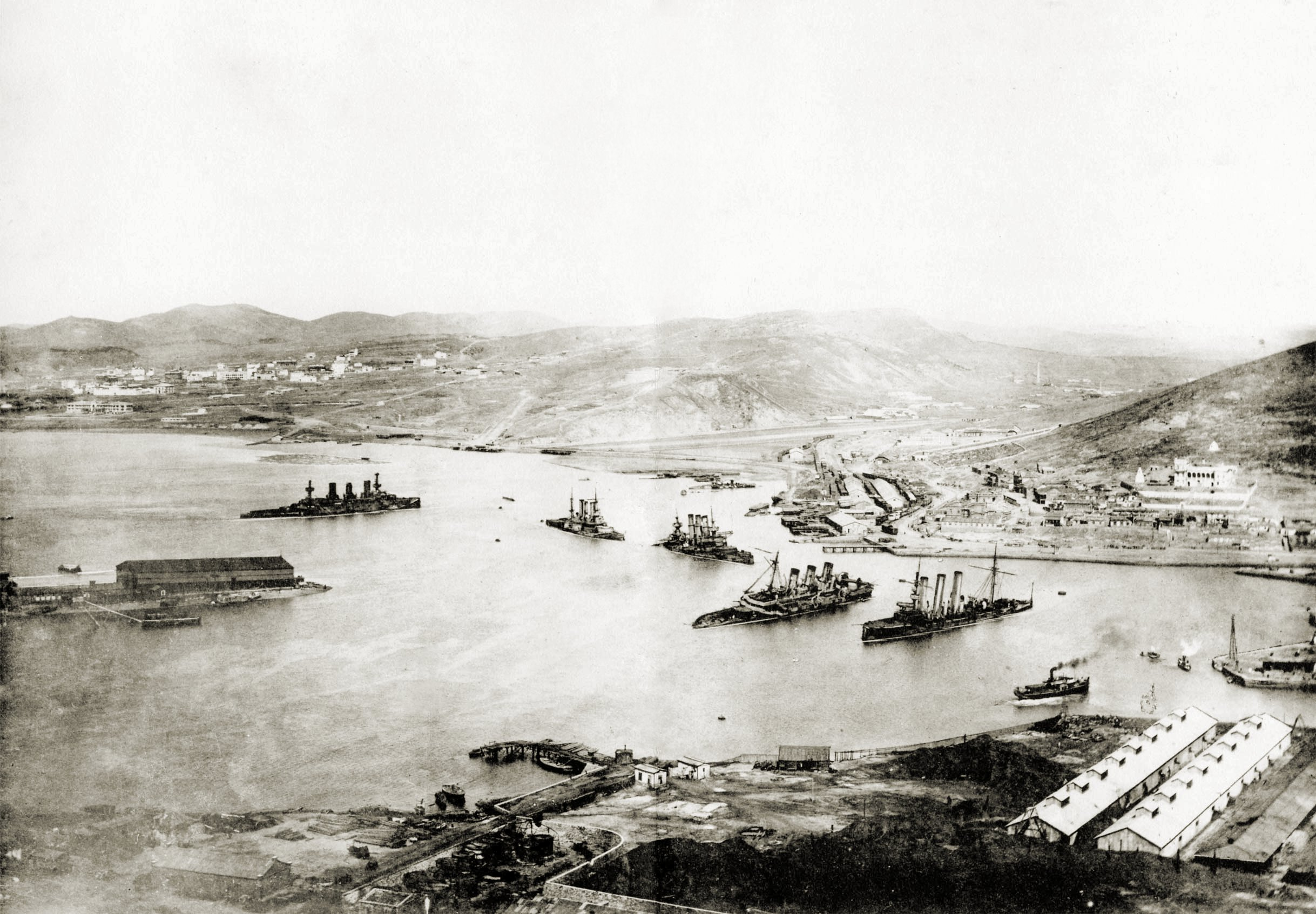
陥落後的旅順港

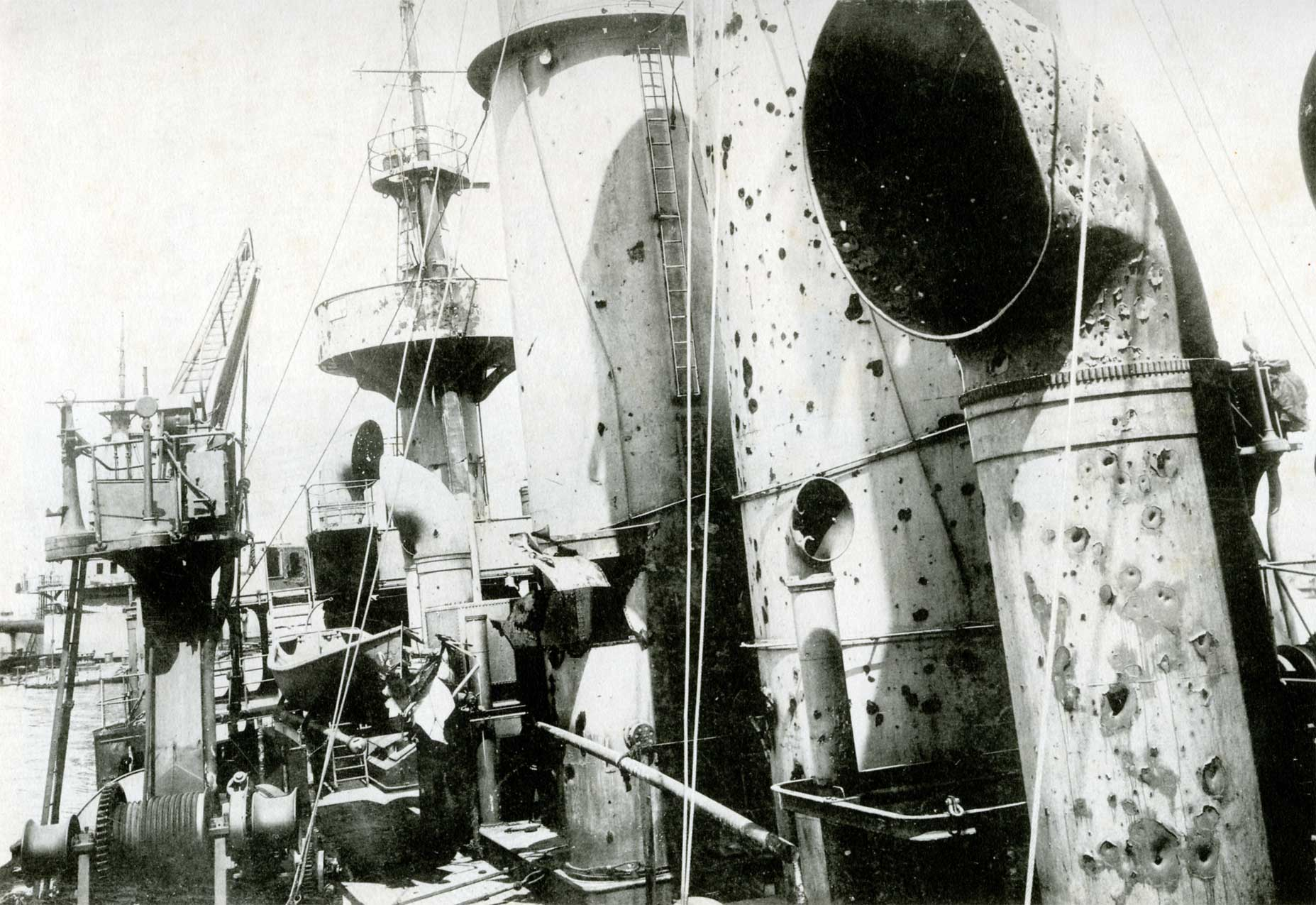
“列特維尊”號戰艦中彈受損情況

旅順攻陷後，躲藏在港口內的旅順艦隊被全部擊沉或失去戰鬥力。
旅順會戰使得日本陸軍第一次獲得現代戰爭下的攻城戰經驗。在戰前，日本陸軍內部無人對現代戰爭有著深刻的認識，戰役中參謀本部的一些不切實際的指導使得第一次總攻擊中日軍傷亡慘重。要塞攻略部隊缺乏必要的坑道戰操典和訓練。戰前，上原勇作少將曾任工兵監一職，並試圖整訓全軍工兵部隊，但由於戰爭緣故並未完成。戰後上原勇作總結教訓，並制訂了明治39年坑道作戰教範，並在駐屯於小倉的工兵隊進行首次坑道作戰對抗演習。
在旅順戰役中，小型，輕量化，每分鐘能連續射擊500發的馬克沁機關槍的威力得到了完全發揮。實戰證明，面對機槍陣地組成的交叉火力網時，步兵突擊幾乎沒有任何作用。日俄戰爭結束後，這種攻守不平衡態勢並未改變，在第一次世界大戰的索姆河戰役中英法聯軍依舊採用類似日軍第一次總攻擊時的戰術，結果造成更加驚人的傷亡。
日俄戰爭中，交戰雙方均首次大量集中裝備了機關槍。俄軍將馬克沁機槍用作要塞防禦火力點，有效的發揮了威力。而日本軍隊起初儘把機關槍作為野戰輔助武器使用，故在戰爭初期未有突出表現。在旅順戰役後的黑溝台會戰中，日軍集中使用機關槍同樣重創了進攻的俄軍。
在同一時期，歐洲國家的陸軍只裝備了少量機關槍。各國觀戰武官在目睹了馬克沁機關槍的威力後，紛紛報告給本國政府。歐洲各國根據旅順戰役經驗思考對策，都採取了要塞防禦的策略，並利用隱蔽在堡壘的機關槍構築密集火力的防線，令對方攻勢難以進行。因此，十年後爆發的第一次世界大戰，在雙方步兵都難以突破對方防線推進的情況下，演變成長時間的壕溝戰。為了突破長時間膠著的壕溝戰，最終導致坦克的出現。

## 參加兵力

### 日本軍
第3軍 - 軍司令官：乃木希典大将
- 軍司令部
  - 参謀長：伊地知幸介少将
  - 参謀副長：大庭二郎中佐
  - 参謀：（作戰）白井二郎少佐、（情報）山岡熊治少佐、（兵站）井上幾太郎少佐、津野田是重少佐、菅野尚一少佐、安原啓太郎大尉
  - 兵站監：小畑蕃大佐
  - 兵站参謀長：竹島音次郎中佐
  - 砲兵部長：豊島陽蔵少将
  - 工兵部長：榊原昇造大佐
  - 經理部長：吉田丈治一等主計正
  - 軍医部長：落合泰蔵軍医監
  - 高級副官：吉岡友愛少佐
  - 管理部長：渡邊満太郎少佐
- 第1師團（東京） - 師團長：松村務本中将
  - 步兵第1旅團 - 旅團長：山本信之少将、馬場命英少将（接任）
    - 步兵第1聯隊 - 聯隊長：寺田錫類中佐、生田目新中佐（接任）
    - 步兵第15聯隊 - 聯隊長：中原涉大佐、大久保直道中佐（接任）、戶板百十彦中佐（接任）

  - 步兵第2旅團 - 旅團長：中村覺少将
    - 步兵第2聯隊 - 聯隊長：渡邊騏十郎大佐
    - 步兵第3聯隊 - 聯隊長：牛島本蕃大佐

  - 騎兵第1聯隊 - 聯隊長：名和長憲中佐
  - 野戰砲兵第1聯隊 - 聯隊長：兵頭雅誉大佐
  - 工兵第1大隊 - 大隊長：大木房之助大佐、近野鳩三中佐
- 第9師團（金澤） - 師團長：大島久直中将
  - 步兵第6旅團 - 旅團長：一戶兵衛少将
    - 步兵第7聯隊 - 聯隊長：大内守静大佐、野溝甚四郎中佐（接任）
    - 步兵第35聯隊 - 聯隊長：中村正雄大佐、折下勝造中佐（接任）、佐藤兼毅中佐（接任）

  - 步兵第18旅團 - 旅團長：平佐良蔵少将
    - 步兵第19聯隊 - 聯隊長：佐治為善大佐、服部直彦中佐（接任）、山田良水中佐（接任）
    - 步兵第36聯隊 - 聯隊長：三原重雄大佐、福谷幹雄中佐（接任）

  - 騎兵第9聯隊 - 聯隊長：平佐脊弼中佐
  - 野戰砲兵第9聯隊 - 聯隊長：宇治田虎之助中佐
  - 工兵第9大隊 - 大隊長：芦澤正勝中佐、杉山茂廣少佐（接任）
- 第11師團（善通寺） - 師團長：土屋光春中将、鮫島重雄中将（接任）
  - 步兵第10旅團 - 旅團長：山中信儀少将
    - 步兵第22聯隊 - 聯隊長：青木助次郎大佐
    - 步兵第44聯隊 - 聯隊長：石原盧大佐

  - 步兵第22旅團 - 旅團長：神尾光臣少将、前田隆礼少将（接任）
    - 步兵第12聯隊 - 聯隊長：新山良知大佐
    - 步兵第43聯隊 - 聯隊長：西山保之大佐、三松小次郎中佐（接任）

  - 騎兵第11聯隊 - 聯隊長：河村秀一中佐
  - 野戰砲兵第11聯隊 - 聯隊長：足立愛蔵大佐、深堀猪之助中佐（接任）
  - 工兵第11大隊 - 大隊長：石川潔太郎中佐
- （1904/11～）第7師團（旭川） - 師團長：大迫尚敏中将
  - 步兵第13旅團 - 旅團長：吉田清一少将
    - 步兵第25聯隊 - 聯隊長：渡邊水哉大佐
    - 步兵第26聯隊 - 聯隊長：吉田新作中佐

  - 步兵第14旅團 - 旅團長：齋藤太郎少将
    - 步兵第27聯隊 - 聯隊長：奥田正忠中佐、竹迫弥彦中佐（接任）
    - 步兵第28聯隊 - 聯隊長：村上正路大佐

  - 騎兵第7聯隊 - 聯隊長：白石千代太郎中佐
  - 野戰砲兵第7聯隊 - 聯隊長：鶴見数馬中佐
  - 工兵第7大隊 - 大隊長：佐藤正武少佐
- 後備步兵第1旅團 - 旅團長：友安治延少将、隠岐重節少将（接任）
  - 後備步兵第1聯隊 - 聯隊長：余語征信中佐
  - 後備步兵第15聯隊 - 聯隊長：香月三郎中佐
  - 後備步兵第16聯隊 - 聯隊長：新名幸太中佐
- 後備步兵第4旅團 - 旅團長：武内正策少将
  - 後備步兵第8聯隊 - 聯隊長：三上晋太郎大佐、丹羽剛中佐（接任）
  - 後備步兵第9聯隊 - 聯隊長：高城義孝中佐
  - 後備步兵第38聯隊 - 聯隊長：滝本美輝大佐
- 野戰砲兵第2旅團 - 旅團長：大迫尚道少将、永田亀少将（接任）
  - 野戰砲兵第16聯隊 - 聯隊長：成田正峯中佐
  - 野戰砲兵第17聯隊 - 聯隊長：横田宗太郎中佐
  - 野戰砲兵第18聯隊 - 聯隊長：本荘全之中佐
- 攻城砲兵司令部 - 司令官：豊島陽蔵少将 
  - 野戰重砲兵聯隊 - 聯隊長：江藤鋪中佐
  - 徒歩砲兵第1聯隊 - 聯隊長：御影池友邦大佐
  - 徒歩砲兵第2聯隊 - 聯隊長：公平忠吉中佐
  - 徒歩砲兵第3聯隊 - 聯隊長：加藤泰久大佐
  - 徒歩砲兵第1独立大隊

### 俄軍
- 俄軍關東軍司令官：安納托利·斯特塞爾中将
  - 旅順要塞司令官：羅曼·康德拉琴科中将
    - 東西伯利亞狙撃兵第4師 - 師長：康斯坦丁·斯米爾諾夫少将
      - 東西伯利亞狙撃兵第13、第14、第15、第16團、東西伯利亞砲兵第4旅

    - 東西伯利亞狙撃兵第7師 - 師長：羅曼·康德拉琴科少将、（1904/12～）納丁少将
      - 東西伯利亞狙撃兵第25、第26、第27、第28團、東西伯利亞砲兵第7營

    - 東西伯利亞狙撃兵第5團
    - 要塞砲兵隊

## 旅順會戰相關問題

### 二〇三高地

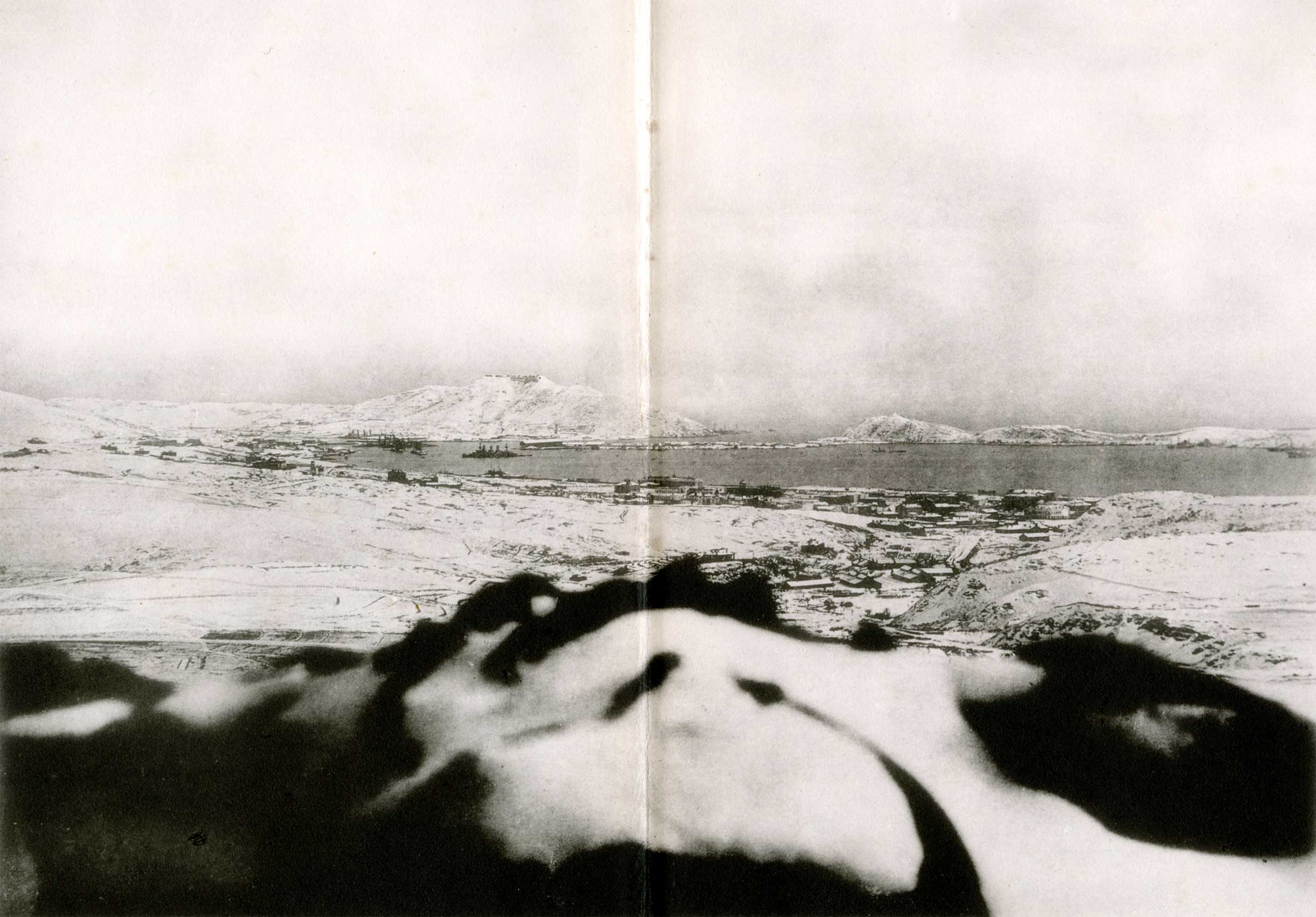
從二〇三高地眺望旅順港
戰地攝於1904年12月14日

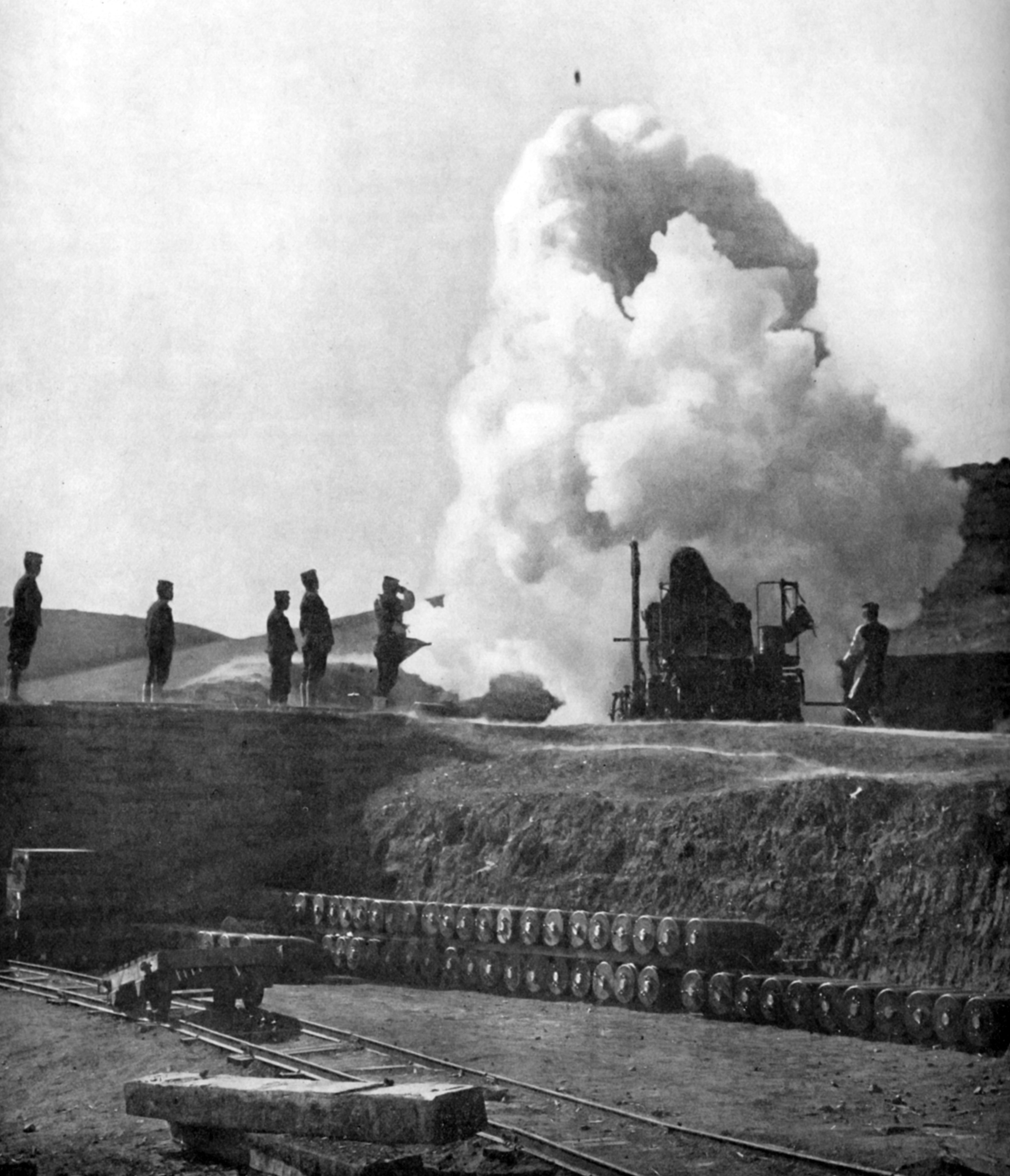
日本陸軍二十八厘米榴彈砲正猛烈開火

203高地位於旅順口主要防線的外側，俄軍將其作為前沿陣地。戰前俄軍即知曉從203高地可以俯瞰旅順全港。但因軍費不足，203高地並沒有被劃入主防禦線內。開戰後，由於日軍第一次總攻態勢猛烈，負責守衛的康德拉琴科少將亦沒有意識到防禦的重要性，203高地離其他俄軍陣地較遠，各主陣地壓力較大，需要預備兵補充等原因，203高地僅作為前沿陣地使用。但是隨著戰鬥的進展俄軍改變了作戰方針，在203高地不斷投入預備兵力予以固守，成為和日軍拼消耗的最佳戰場。
203高地攻防戰結束後，俄軍的抵抗已明顯衰竭。隨後日軍於12月進攻東北防線時，佔領三座主要堡壘和瞭望台的進展甚快。要塞司令官斯特塞爾投降的理由是預備役部隊消耗殆盡，戰線難以維持。因此，某種意義上203高地戰成為了旅順戰役的關鍵。
203高地對旅順戰役的意義還有其他見解。許多人重視其砲擊觀測價值。203高地確是從戰線外砲擊旅順港內殘餘俄軍艦艇的最佳地點，因此海軍要求第三軍儘早攻下203高地。
然而第三軍發動旅順攻略戰的目的是攻佔旅順要塞，而不是消滅俄國旅順艦隊。第一次總攻擊開始時，配屬給第三軍威力最大的重炮也只是十五厘米榴彈砲，第三軍也缺乏觀測射擊艦隊的能力。此外，除了203高地外，亦有合適的觀測地點。第一次總攻擊前的7月30日，日軍攻佔大孤山前進陣地後，即在山上設置指揮所指揮砲擊旅順艦隊。旅順艦隊不堪忍受砲擊而突圍應戰，當海戰失利後又逃回港內。由於戰局的發展，日軍新增數個觀測所，導致可供旅順艦隊在港內安全停泊的位置越來越小，並逼使俄軍艦艇只能停泊於龍河河口淺灘的沙洲（退潮時擱淺在沙洲上，避免觸礁對船體損害）。
旅順港沒有設置可以收納大型船艦的船塢，俄軍要修理受創的船艦極為困難。由於旅順遭到日軍海上封鎖，旅順艦隊嘗試出海突圍又失敗退回，因此在戰役初期即有艦隊水兵作為陸戰隊員投入陸上戰鬥。203高地被日軍佔領前，旅順艦隊已先後因突圍失敗和遭受砲擊而完全喪失戰力。雖然203高地作為砲擊艦隊的最佳觀測點是事實，但隨著戰局進展，已經顯得不再重要。
還有一種說法認為203高地的佔領讓旅順港不再是艦隊的庇護所，旅順要塞也失去了存在的意義，所以俄軍投降了。實際上，從1904年12月6日203高地失陷到1905年1月1日旅順開城投降，俄軍仍堅守達25天之久。旅順要塞存在的意義和艦隊的有無關係不大。對於俄軍而言，旅順要塞的意義在於拖住日軍第三軍的兵力，使其無法北上支援滿洲軍對內陸俄軍的進攻。旅順艦隊全軍覆沒也不是俄軍投降的主要原因。
第三軍在包圍圈形成後，曾上報給大本營稱旅順艦隊戰鬥力基本喪失，但是大本營堅持要攻佔203高地。第三軍表示反對，第三軍上級機構滿州軍司令部亦表示大本營不要干擾前線指揮。大山巖司令官，兒玉源太郎總參謀長亦致電大本營參謀總長山縣有朋反對203高地主攻。
大本營強烈要求進攻203高地也和海軍的要求有關。有一種說法是進攻203高地是海軍參謀秋山真之的主張，但近年來研究的資料否定了這種看法。
第一次總攻擊時，203高地並未成為日軍攻擊目標。在小說中，海軍請求陸軍進攻203高地；但實際上，在第一次總攻擊時從未考慮過進攻203高地。戰前大本營會議“西部主攻”討論目標是旅順西北的椅子山，大案子山，並經由地勢平坦，易攻難守之地攻佔旅順，並未考慮攻佔203高地。第三軍反對西方主攻的理由有遠離鐵道線難以取得補給，且部隊在平坦地區機動時容易遭到敵方炮火射擊而損失。假設第三軍在第一次總攻擊時目標包括203高地，即使能夠佔領之，附近的赤阪山，藤家大山的防禦工事已修築完成，從上述地區以及203高地身後主防線各堡壘陣地的炮火之猛烈將可想而知。第三軍即使能夠攻佔，也難以堅守。
哪怕假設第一次總攻擊時佔領203高地，第三軍亦沒有能擊毀敵艦隊的巨砲。當時第三軍重炮僅有16門十五釐榴彈砲，28門十二釐榴彈砲，海軍重砲隊6門12釐加農砲，均無法有效擊穿戰艦的裝甲防禦。其中威力最大的十五釐榴彈砲口徑不過和戰艦，裝甲巡洋艦的副砲一致，由於身管短，初速和穿甲能力更差。此外，即使殲滅了艦隊，第三軍亦無法北向支援北方戰線，而必須攻克旅順，迫使守備隊投降。事實上，殲滅敵艦隊後，旅順要塞通過正攻法最終得以攻佔。倘若一開始即進攻203高地消滅艦隊，整個戰役的進程和損耗也未必會有改變。史實記載，若非俄軍在203高地消耗大量兵力，否則據堅固主防線死守，還能堅持更久。
近年來關於旅順戰役的總體評價是海軍的黃海海戰的不成功，需要靠陸軍來彌補。研究的細節多通過乃木和第三軍相關人士紀錄見聞進行分析。
有些評論家認為旅順戰前陸軍的作戰計劃拒絕被海軍牽著鼻子轉，並且大大的推遲了旅順戰役的開始時間，導致俄軍有了充分的準備，使得後來旅順戰役困難萬分。然而，在當時要塞攻防戰為全新的領域，戰法無人知曉，考慮當時日本的國力和武力，對作戰的結果是難以準確預測的。

### 乃木希典

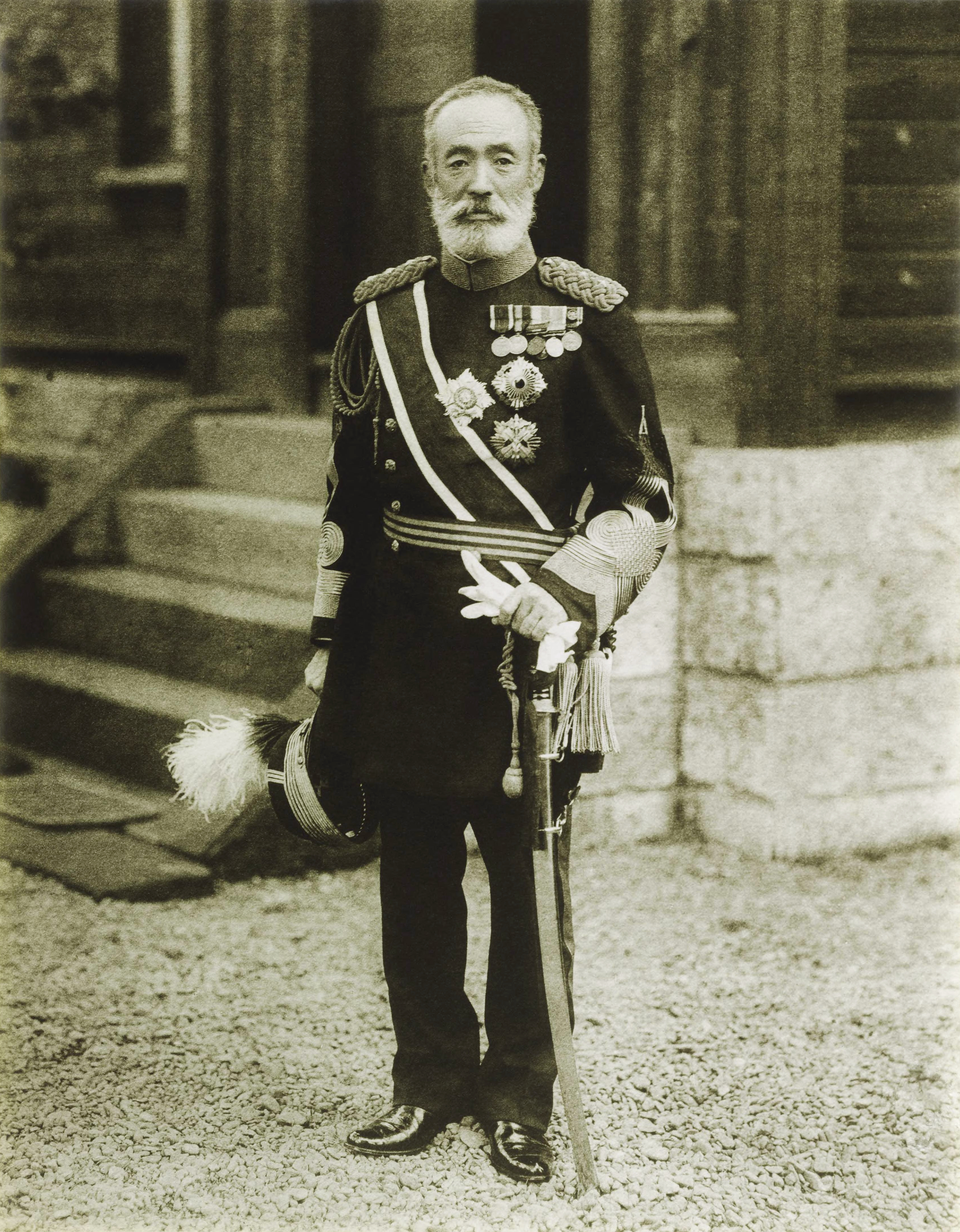
第3軍司令官 乃木希典

對乃木希典在旅順戰役中的評價正負皆有，現探討如下：
日俄戰爭爆發時，乃木正在家休職。當時認為乃木是中日甲午战争中擅長野戰的將軍，呼聲甚高。在旅順戰役的困難時期，東京的居所被憤怒的民眾投石塊砸壞玻璃，上至大本營，下至普通民眾，都有批評的聲音。在旅順戰役勝利後，水師營會見表現出的氣度，一時傳為美談。此後奉天會戰中第三軍表現活躍，凱旋歸國時給民眾留下很好的印象。戰後的評價甚高，在明治天皇大葬之後殉死，被神道教神格化成“軍神”。
戰後，和原第三軍參謀長伊地知幸介水火不容的滿州軍參謀井口省吾任陸軍大學校校長六年半（1906年2月－1912年11月），並在陸軍大學長期工作。再後來，陸軍內部開始排擠長州派閥勢力，許多長州出身的陸軍大學校考生即使入學考試合格亦未被錄取。井口省吾任校長時期入學，並以優等成績畢業的谷壽夫（1909年－1912年）後任陸大兵學教官，並著手編撰《機密日露戰爭史》，又被稱為“谷戰史”。“谷戰史”大量採用了長岡外史，井口省吾等大本營，滿州軍參謀提供的資料，而對實際當事人第三軍參謀部（伊地知幸介，大庭二郎，白井二郎，津野田是重）的資料幾乎沒有採納，存在嚴重的偏向性，錯誤甚多。
太平洋戰爭後的昭和40年代，“谷戰史”以《機密日露戰史》為題由“原書房”發行。隨後司馬遼太郎以此發表小說描述了旅順戰役日軍傷亡慘重，而第三軍乃木和伊地知對此束手無策。司馬的“愚將論”因此被廣為傳播，有多部同樣觀點的書籍出版。
目前，乃木在旅順攻城戰期間的書信文件已經公開，在福島縣立圖書館佐藤文庫中亦發現《手稿本日露戰史（暫名）》中關於旅順戰役的內容。而且防衛研究所也收藏有第三軍參謀大庭二郎的日記。這些資料在很長一段時間內都沒有被很好地利用。隨著更多的資料被發掘，對乃木希典的評價也逐漸有所改觀。
雖然在旅順戰役中傷亡慘重，但第三軍士氣一直十分高昂，亦沒有出現指揮混亂。乃木自己也感到失策並悔恨萬分，從另一個角度看，乃木自責也成為了責備其無能的一個理由。
亦有其他人士從作戰的角度否認了乃木無能論。旅順戰役時從軍記者斯坦利·華斯本（Stanley Washburn）可以為証。華斯本記錄道，“第一次總攻擊後，乃木即意識到步兵強攻要塞是徒勞的，工兵手上的鶴嘴鋤和步兵手中的刺刀配合，才是有效的進攻方法。將攻城方針改為向進攻目標挖掘戰壕至30-200碼處，並在砲兵的支援下發動進攻。”同時，第三軍也意識到了203高地的重要性，並將總預備隊第七師團全部投入該方向。

### 第三軍司令部
司馬遼太郎的作品反映了從明治時期至今不少人持有的“第三軍司令部無能論”的觀點，主要體現在：
1. 在整個戰役期間反覆進行簡單的正面進攻戰術。
2. 兵力逐次投入，犯了分散兵力的大忌。
3. 不重視情報保密工作，每次總攻擊前俄軍均做好準備，無法達成奇兵效果。
4. 不理解戰役意圖。攻克旅順的目的是消滅港內的旅順艦隊。第三軍固守“攻克旅順”這一目標而反覆進攻防禦正面，致使傷亡極大。
5. 戰役初期，俄軍並未意識到203高地重要性，防禦力量極為薄弱，和防禦堅固的正面堡壘群相比極易攻佔。第三軍僅派部分兵力進攻203高地失敗後，俄國意識到203高地的重要性並加以要塞化，導致後來第三軍在攻堅戰中傷亡劇增。
6. 在前線督戰的總參謀長兒玉源太郎接手指揮後，將主要攻擊目標定為203高地，並變更了戰術。4日後203高地便被成功攻佔。

然而上述見解都存在片面之處。根據當事者及第三軍人士的紀錄，訪談等資料，可以發現上述觀點的誤區：
1. 第一次總攻擊後，第三軍即以塹壕掘進戰術取代步兵衝鋒的強襲戰術，大大減小了傷亡。基本上已不存在單純的正面進攻戰法。[60]由於旅順要塞構築完善，各堡壘均為多面體堡壘，可用炮火相互支援，故幾乎沒有正面和側面之分。西北方向的203高地和東北方向的主堡壘群幾乎有著相同的防禦力，[61]東北方向展開主攻部隊，能利用鐵路線進行部署和補給，並不屬於戰術錯誤。
2. 分散兵力是機關槍，榴霰彈等現代武器投入運用後降低殺傷的必要之舉。在步兵進攻的途中，集中兵力反而徒增傷亡。在第一次世界大戰中，突破塹壕的滲透戰術正是將部隊按小隊編組，分散攻入敵方防線薄弱處。第三軍在進攻旅順時，就採用過原始的類似戰術。
3. 情報泄露的指責缺乏證據。在當時，部隊需要1個月的時間用來補充下一次總攻擊所需的人員，裝備和彈藥。由於時間緊迫，第三軍在物資補充完畢後立刻進行總攻擊，故俄軍會找到“日軍會在每個月的26日前後發動進攻”的規律。
4. 旅順攻略的首要目標是攻克旅順要塞，而非殲滅旅順艦隊，[62]“殲滅敵艦隊為主要目的”純屬誤解。第一次總攻擊時，第三軍並未裝備能擊毀戰艦的重炮。[63]第三軍在編組時，並未考慮過砲擊敵艦隊。203高地對攻克要塞貢獻不大，第三軍並未選擇以其為主攻。1904年11月底大本營命令以203高地為主攻目標後，第三軍的上級司令部滿州軍表示反對，因此第三軍在第三次總攻擊中選擇繼續攻擊要塞正面也是合理的。無論進攻203高地是否正確合理，滿州軍的責任大於第三軍，單純責備第三軍固執的說法並不成立。[64]
5. 203高地在早期的防禦也遠未鬆懈，第二軍攻克南山後，203高地的強化工作就已經開始，[65]在第一次總攻擊中就完全承受住第三軍十二釐米口徑榴彈砲的打擊（攻城砲兵司令部參謀佐藤鋼次郎中佐訪談錄[43]）。俄軍守備兵9月時為613人，12月第三次總攻擊時為516人，兵力也並未增加。[66]倘若一開始就主攻203高地，要塞西北方向缺乏主要道路供進攻兵力和砲兵展開，[67]海軍和大本營要求的“儘快攻佔”也難以有明確的答案。
6. 在兒玉前往旅順前線之前，第三軍就已經完成主攻方向變更，並且作出戰術變更的是乃木希典本人，而不是兒玉（兒玉本人反對203高地主攻）。因此兒玉前來幾乎對戰術改變幾乎沒有任何影響，而是按照第三軍的作戰計劃實行。砲兵陣地變動僅限於數十門十二釐米榴彈砲和九釐米臼砲，主力二十八釐榴彈砲陣地並未變動。變動砲兵陣地後直接炮火支援效果更大，而非後方二十八釐榴彈砲的砲擊。兒玉曾和攻城砲兵司令部關於連續砲擊爭論，[64]後者反對兒玉的建議。

此外，俄羅斯擅長要塞建設，旅順要塞為真正意義上的近代要塞，日本軍缺乏對近代要塞進攻戰術，只有少許從歐洲草草翻譯的資料。不僅是第三軍，滿洲軍，大本營和海軍也面臨同樣問題。日本陸軍建軍的參考對象法國陸軍和德國陸軍中，要塞攻略也無非是利用要塞防禦薄弱環節進行強襲或者偷襲。在當時，強襲法攻打要塞並不認為是“愚策”。戰鬥開始後，才發現面對堅固防禦工事時，強襲法並非行得通。

### 海軍影響
日本海軍自日俄開戰時並不希望陸軍參加旅順戰役，但隨後海軍發現無法單獨殲滅俄旅順艦隊，後被迫請求陸軍參戰從地面攻克旅順。其後黃海海戰和第一次總攻擊失敗接連發生。海軍最初不切實際的想法也為要塞攻堅難度雪上加霜。

### 大本營
- 命令系統的問題：日俄開戰後，前線的日軍由滿州軍統一指揮，同時第三軍又受到本土大本營陸軍部的指導，兩者命令常常存在矛盾，給第三軍作戰帶來不利的影響。[71]11月中旬御前會議後，才在滿州軍司令部（大山岩司令官）和大本營之間達成一致，確定第三軍的戰役目的為“當旅順無法迅速攻克時，應攻克俯瞰全港的制高點並確保之，以此摧毀港內艦隊和兵工廠的設施”。[72]

- 補給的問題：陸軍省以日清戰爭的經驗制定彈藥消耗基數，因此第三軍全軍慢性火力不足，深受砲彈不足的困擾。當時歐洲認為要塞攻略，一門砲的彈藥基數為一千發，為此第三軍請求每門火砲彈藥基數為800發，但陸軍省將這個數字削減了一半，為每砲400發，因此第三軍和陸軍省時常進行激烈的爭論。軍政（陸軍省）對彈藥儲備估計不足，亦又不可推卸的責任。[73]

### 兒玉源太郎

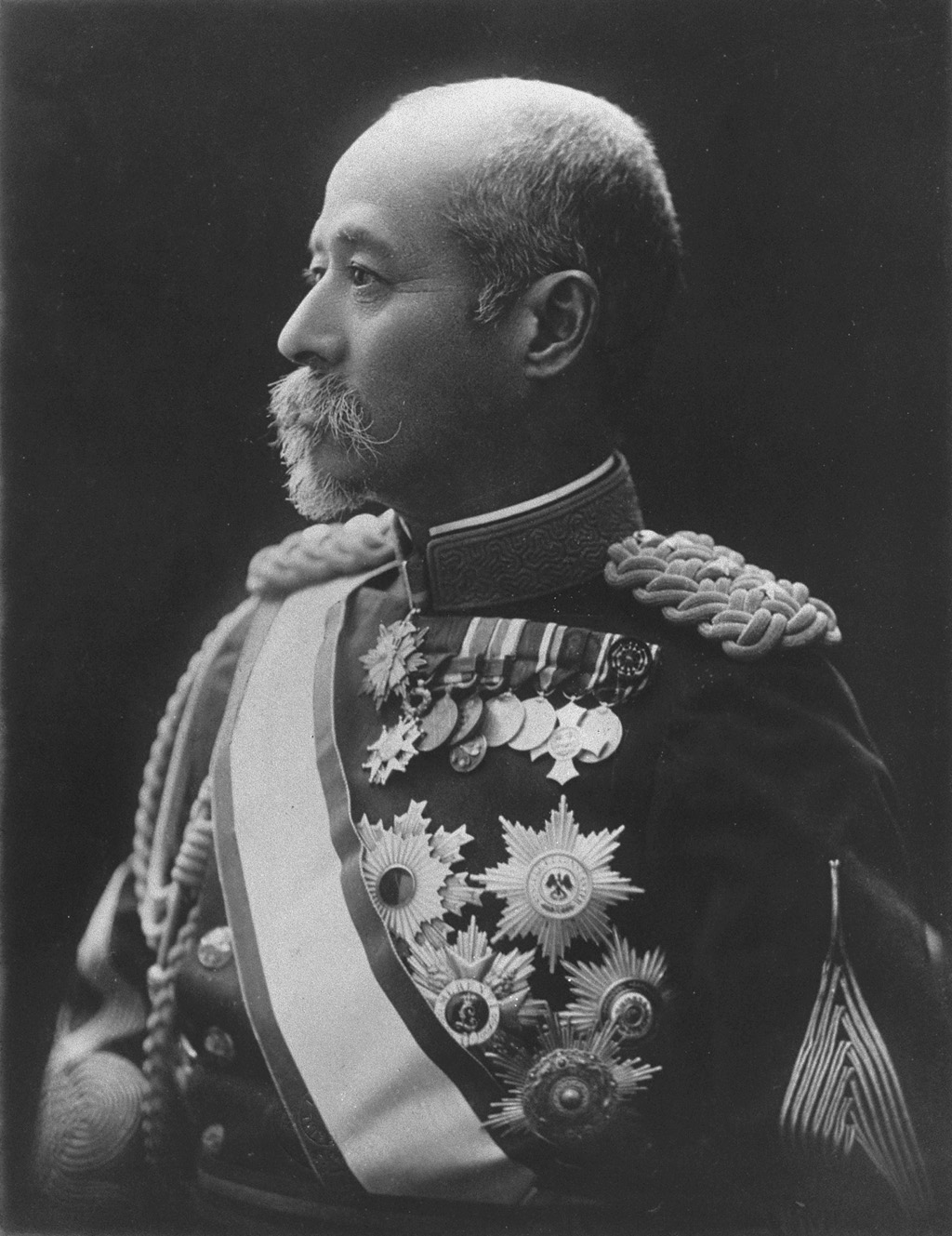
滿州軍總參謀長 兒玉源太郎

滿洲軍總參謀長兒玉源太郎大將在旅順戰役中的功績曾有多種觀點。攻擊並佔領203高地即發生在兒玉源太郎在旅順的時候，隨後，兒玉源太郎主導了這場攻擊的說法，最早出現在《機密日露戰史》，並由司馬遼太郎的小說廣為流傳。然而，別宮暖郎，西南義政和原剛等人的研究發現，《機密日露戰史》內容中很多關於第三軍的部分存在偏頗，和第三軍方面，大本營方面的紀錄不符，存在嚴重的偏向性。
首先，司馬遼太郎作品中，兒玉源太郎支持203高地主攻說。但實際上，兒玉一直支持第三軍司令部“正攻法”主攻要塞東面望台堡壘的戰術。當大本營和海軍急切希望實施第二次總攻擊時，兒玉表示了反對，並繼續支持第三軍東北方面主攻的計劃。從其反對向港灣，旅順市街砲擊以節約炮彈來看，對203高地進攻也是持不贊同態度的。
除了兒玉外，滿洲軍司令部也贊同東北方面主攻。然而，第三軍在旅順第三次總攻擊前期未取得任何進展情況下，決定更換主攻目標至203高地。此時，滿洲軍仍表示反對，並派遣參謀副長福島安正少將說服第三軍白井參謀。
在司馬遼太郎的作品中，兒玉在第三軍司令部被第三軍參謀激怒，並訓斥參謀長伊地知幸介亦不符合事實，第三軍大部分參謀僅和兒玉進行了電話聯絡。實際上地圖記載的是兒玉源太郎在前線視察時責罵的是第七師團參謀，並將其陸軍大學畢業紀念章扯下，而非第三軍參謀（當時第一師團長松村務本中將，第七師團長大迫尚敏中將隨行）。
另外，在司馬作品中，兒玉下令24小時內完成重炮陣地變換，和在戰鬥開始連續不間斷砲擊，實際上兒玉什麼都沒有做。當時第三軍已經將所有的二十八釐榴彈砲對准了203高地方向，從兒玉到旅順前線至重新開始攻擊的12月5日短短數日內，技術上無法完成二十八釐榴彈砲陣地的轉移。實際上，變更陣地的是15門十二釐榴彈砲和12門九釐臼砲，轉移至高崎山。關於連續砲擊可能誤傷友軍的命令，《機密日露戰史》記載的是攻城砲兵司令部奈良武次少佐以“可能會造成友軍誤傷”來提出異議，大迫師團長亦提出相同的問題。但實際上正是奈良少佐提出“無法阻止俄軍反擊”的觀點，獲得了兒玉的重視。第三軍參謀津野田亦記錄道“日軍山砲隊發現移動物體即可開砲”。因此，火炮連續掩護射擊應該是第三軍的主張，而非兒玉的計劃。
攻擊部隊變更亦沒有準確的紀錄。從現有的第一手資料看來，兒玉對203高地作戰的干預並不大，更多的作用是督戰。第三軍按計劃重開進攻後，僅一天時間就攻陷了203高地。
近年來，通過對第三軍參謀白井二郎和獨立砲兵大隊長上島善重的回憶資料研究，為兒玉在第三軍期間的作用提出了新的論據。但是，兒玉的作戰建議僅在參謀長伊地知幸介以下的第三軍司令部里進行了討論，兒玉並未以總參謀長的身份將其建議投入實施。兒玉對第三軍的指導也及其有限。

### 長岡外史
長岡外史在旅順戰役時任參謀本部參謀次長一職。日俄開戰後，原參謀總長大山巖，次長兒玉源太郎分別就任滿洲軍司令官，總參謀長，司令部前往在滿洲前線後，長岡任次長留守日本本土。長岡在其《長岡外史回憶錄》中亦有關於旅順戰役的記敘。《長岡回憶錄》和《谷戰史》一道，對後世旅順戰役的研究帶來極大的影響。由於長岡外史當時為陸軍中樞的人物，其紀錄被認為是珍貴的史料，但後來發現其內容的真實性依然值得懷疑。
例如，在1904年9月第二次總攻擊前哨戰中，龍眼北方堡壘，水師營周邊堡壘和203高地周邊外圍陣地均成功佔領。但是在《長岡回憶錄》中關於這次戰鬥的紀錄卻是“和第一次總攻擊一樣，我軍毫無收穫”，和事實存在差異。10月第二次總攻擊失敗後，長岡的記敘為“總攻擊又以失敗告終，死傷三千八百餘人後無功而返。因為第一，第二（指第二次總攻擊前哨戰），第三（指第二次總攻擊）次總攻擊一直使用相同的荒謬的戰術，對著堅固要塞進行步兵衝鋒”。但是實際上第二次總攻擊時攻擊方法已經做出了改進，從步兵強襲變成塹壕掘進和步兵衝鋒配合的“正攻法”。長岡由於遠離戰場，其紀錄存在偏頗。
在記敘203高地方面，長岡寫道“9月中旬時，203高地沒有完善的防禦設施，僅有數條散兵壕。”因此斷定“如果9月22日第一師團即以全力進攻203高地，一定能佔領。”該觀點曾被廣泛引用，但最近的研究則基本否定這種可能。
在長岡回憶錄中，二十八釐榴彈砲送往旅順的過程和事實又存在一定的曲解。在旅順戰役發起，第三軍組成前的5月10日，陸軍省技術審查部砲兵課長就向陸軍大臣和參謀本部提過此項建議。然而當時參謀本部判斷，步兵強襲法即可攻克要塞，故未給採納意見，而給第三軍配備了大量中小口徑火砲。其後8月21日第一次總攻擊失敗後，有坂成章技術審查部長於25至26日再次提出使用二十八釐榴彈砲的建議，並得到陸軍大臣寺內正毅的同意，並且和山縣有朋參謀總長進行了協商。首批六門巨砲自鎮海灣拆卸後，經海運運抵旅順前線。然而在長岡的回憶錄中，第一次總攻擊失敗後，有坂少將和長岡討論關於二十八釐榴彈砲送往旅順的計劃，長岡向陸軍大臣進言並說服之。在運送階段，第三軍伊地知參謀長曾回電“（巨砲）不用送來”。但是查證日俄戰爭往來電報資料，並無此電文。
長岡回憶錄的誤解，成為了批判第三軍的主要來源。

### 東鄉平八郎
東鄉平八郎和乃木希典在日俄戰爭後被神格化。東鄉在日本海大海戰中取得大勝

## 軼事
- 俄軍失敗有一個原因是缺乏維生素C導致壞血病流行從而喪失戰意。旅順要塞內儲備的糧食多為大豆和穀物，蔬菜較少。將大豆水浸發芽即可生產富含維生素的豆芽，但俄羅斯人無此飲食習慣。其後，維生素C於1920年代被發現，與此同時，研究表明豆芽中含有豐富的維生素類。日軍方面，戰時士兵和日清戰爭時一樣，以精白米（每天六合）為主食，並缺乏副食，導致腳氣病大流行。
- 《明治三十七、八年日露戰役給養史》記載，為解決腳氣病，第三軍從8月起將大麥飯或重燒麵包（干麵包）作為主食配給。
- 與謝野晶子曾作《君勿死去》（君死にたまふことなかれ）送給參加旅順戰役的其弟鳳壽三郎，1904年9月刊於《明星》（明星 (文芸誌)）雜誌。但實際上鳳壽三郎所在第四師團，並未參加旅順戰役。
  - 后期與謝野晶子在日俄战争中的作品则表现了反战和关注个人生命的主题。[84]如写给弟弟的作品《君勿死去》[84] ：叹身处旅顺包围军中之弟
你呀！不要死！
圣上自己不出征，却叫别人的孩子去流血，去为野蛮杀人而送命，还要说这种死光荣！
人都说圣上慈悲为怀，可这件事又怎能叫人想得开通？

### 引用
1. 1 2  王健. . 沧桑. 2010, (10).
2. ↑  Robert L. O'Connell; John H. Batchelor. . Simon and Schuster. 2002: 243. ISBN 978-0-684-84407-7.
3. ↑  最終包圍旅順口的日本陸軍兵力為2個師團，並以大連作為後勤補給中心，受到俄國旅順艦隊的威脅
4. ↑  『近代日本戦争史　第一編』（同台経済懇話会1995年）505p
5. ↑  機密日露戦史154p。此外，同書151p記載軍令部参謀山下源太郎的話“（陸軍の）上陸直後、海軍は旅順の陸上攻撃を要求せざるべし”，日期不明。表明若無陸軍幫助，海軍將無力獨自佔領旅順。
6. ↑  觸雷沈沒的戰艦為“初瀬”“八島”。海軍一日之內損失兩艘新銳戰艦，亦是日俄戰爭以來日本海軍首次主力艦損失
7. ↑  歴史群像アーカイブス22「日露戦争」51～52p
8. 1 2 3  歴史群像アーカイブス22「日露戦争」52p
9. 1 2  #別宮127頁
10. ↑  長南政義「第三軍参謀が語る旅順戦」（『坂の上の雲5つの疑問』並木書房）14p
11. ↑  長南政義「第三軍参謀が語る旅順戦」（『坂の上の雲5つの疑問』並木書房）13p
12. ↑  ゲームジャーナル編集部「乃木だ第三軍司令部は無能ではなかった」（『坂の上の雲5つの疑問』並木書房）8p
13. ↑  ゲームジャーナル編集部「乃木第三軍司令部は無能ではなかった」（『坂の上の雲5つの疑問』並木書房）8〜11p
14. ↑  長南政義「第三軍参謀が語る旅順戦」（『坂の上の雲5つの疑問』並木書房）16p
15. ↑  一部損傷艦船はドイツの租借地であった山東半島に逃げ込んだが、同盟国であったドイツはこれら艦船の武装解除を行った
16. ↑  月刊歴史街道2011年11月号52pより
17. ↑  月刊歴史街道2011年11月号53pより
18. ↑  #別宮134頁
19. ↑  #別宮135頁
20. 1 2  #別宮136頁
21. ↑  #別宮143頁
22. ↑  #別宮145頁
23. ↑  #別宮145・146頁
24. 1 2  #別宮146頁
25. ↑  明治37年8月5日决定，撤去镇海湾和對馬设置的二十八釐榴彈砲，預定送往旅順前線（「明治期国土防衛史」P530）
26. ↑  #別宮146・147頁
27. ↑  #別宮147頁
28. 1 2  #別宮148頁
29. ↑  #別宮150頁
30. ↑  #別宮153頁
31. ↑  #別宮154頁
32. ↑  #別宮156頁
33. ↑  #別宮157頁
34. ↑  #別宮158頁
35. ↑  #別宮159頁
36. 1 2  #別宮162頁
37. ↑  #別宮165・166頁
38. 1 2  #別宮167頁
39. ↑  #別宮170頁
40. ↑  #別宮170～172頁
41. ↑  #別宮172頁
42. ↑  #別宮173頁
43. 1 2  ゲームジャーナル編集部「乃木第三軍司令部は無能ではなかった」（『坂の上の雲5つの疑問』並木書房）52p
44. ↑  別宮暖朗『「坂の上の雲」では分からない旅順攻防戦―乃木司令部は無能ではなかった』
45. ↑  ゲームジャーナル編集部「乃木第三軍司令部は無能ではなかった」（『坂の上の雲5つの疑問』並木書房）8p
46. ↑  歴史群像アーカイブス22「日露戦争」65p
47. ↑  11月14日，御前會議決定以203高地作為主攻的決定，並向滿州軍總部傳達。11月19日，乃木親自發佈書面命令攻打203高地。11月22日，天皇親賜勅語勉勵乃木。
48. ↑  ゲームジャーナル編集部「乃木第三軍司令部は無能ではなかった」（『坂の上の雲5つの疑問』並木書房）35p
49. ↑  十一月二十七日，…（省略）…在當前情況下，極端的關注203高地是否有這個必要（海軍軍令部編纂『極秘・明治37、38年海戦史』中の書簡）
50. ↑  司馬遼太郎著「坂の上の雲」4巻25～26pなど
51. ↑  ゲームジャーナル編集部「乃木第三軍司令部は無能ではなかった」（『坂の上の雲5つの疑問』並木書房）9p
52. ↑  ゲームジャーナル編集部「乃木第三軍司令部は無能ではなかった」（『坂の上の雲5つの疑問』並木書房）10～11p
53. ↑  歴史群像アーカイブス日露戦争65p
54. ↑  開戰後2月6日，7月12日海軍軍令部長和參謀總長兩次就旅順作戰會晤。7月31日滿州軍司令部通報大本營，第三軍將於8月19日發動第一次總攻擊。
55. ↑  旅順戰役傷亡的主觀的“放大”。實際上旅順戰役傷亡小於兒玉指揮的奉天會戰，傷亡僅為其70%。
56. ↑  文藝春秋社2010年12月臨時増刊号介紹了軍事史研究家別所芳幸。並公佈了其發現的戰爭史的一部分草案，以及在正式公開戰爭史中刪節部分。
57. ↑  例如近年來，戰史研究家長南政義的研究，大庭二郎日記的發現，白井參謀，井上參謀回憶錄的研究引發了很多新的思考。《第三軍参謀が語る旅順戦　～新史料「大庭二郎中佐日記」を中心に～》，《児玉源太郎は天才作戦家ではなかった》等著作相繼發表（『坂の上の雲5つの疑問』（並木書房、2011年））。
58. ↑  第一次總攻擊時，出現了較多的自傷現象（士兵自傷以退出戰場），但第二次總攻擊前的9月25日向各部通報暫緩將自傷兵後送。（鶴田禎次郎『日露戦役従軍日誌』）
59. ↑  S・ウォシュバン『乃木大将と日本人』目黒真澄訳、講談社学術文庫、1980年（原書の刊行は1913年）
60. ↑  ゲームジャーナル編集部「乃木第三軍司令部は無能ではなかった」（『坂の上の雲5つの疑問』並木書房）20p〜
61. ↑  ゲームジャーナル編集部「乃木第三軍司令部は無能ではなかった」（『坂の上の雲5つの疑問』並木書房）11p
62. ↑  長南政義「児玉源太郎は天才作戦家ではなかった」（『坂の上の雲5つの疑問』並木書房）152～153p
63. ↑  歴史群像アーカイブス「日露戦争」65p
64. 1 2  ゲームジャーナル編集部「乃木第三軍司令部は無能ではなかった」（『坂の上の雲5つの疑問』並木書房）
65. ↑  ゲームジャーナル編集部「乃木第三軍司令部は無能ではなかった」（『坂の上の雲5つの疑問』並木書房）52〜53p
66. ↑  ゲームジャーナル編集部「乃木第三軍司令部は無能ではなかった」（『坂の上の雲5つの疑問』並木書房）53p
67. ↑  歴史群像アーカイブス「日露戦争」58p
68. ↑  歴史群像アーカイブス22「日露戦争」54p
69. ↑  2月9日対地砲撃敗退、2月24日第1回港口閉塞作戦失敗、3月27日第2回港口閉塞作戦失敗、5月3日第3回港口閉塞作戦失敗
70. ↑  旅順戰役前海軍一直固執的拒絕陸軍參戰。日俄戰爭的前一年海軍終於擁有獨立的軍令機關，追求陸海軍平行對等亦是想法之一。
71. ↑  大本營曾有“先攻佔旅順，在雨季前推進至鳳凰城一線”的總體計劃，對旅順要塞的防禦力估計不足，攻城戰役準備不足，對步兵衝鋒的效果期望過高。另一方面，乃木曾對大本營參謀說過“攻城計劃的準備不足，依靠步兵強襲，對全局會造成不利的影響，亦負有責任”。第一次總攻擊暴露出準備的不足，人員大量傷亡（『日露陸戦新史』、『機密日露戦史』）
72. ↑  『機密日露戦史』
73. ↑  長南政義「第三軍参謀が語る旅順戦」（『坂の上の雲5つの疑問』並木書房）18〜19p
74. ↑  別宮暖朗 『「坂の上の雲」では分からない旅順攻防戦』（並木書房、2005年）長南政義「第三軍参謀が語る旅順戦」『坂の上の雲5つの疑問』（並木書房、2011年）ほか
75. ↑  歴史群像アーカイブス日露戦争59p
76. ↑  歴史群像アーカイブス日露戦争69p
77. ↑  歴史群像アーカイブス日露戦争70p奈良武次少佐(当時は攻城砲兵司令部所属)の回想
78. 1 2  歴史群像アーカイブス日露戦争70p
79. ↑  長南政義「児玉源太郎は天才作戦家ではなかった」『坂の上の雲5つの疑問』（並木書房、2011年）150～151p、歴史群像アーカイブス日露戦争70p
80. ↑  長南政義「児玉源太郎は天才作戦家ではなかった」『坂の上の雲5つの疑問』（並木書房、2011年）、長南政義「第三軍参謀が語る旅順戦」『坂の上の雲5つの疑問』
81. ↑  長南政義「第三軍参謀が語る旅順戦」『坂の上の雲5つの疑問』（並木書房、2011年）p26,27
82. ↑  明治期国土防衛史　原剛著・錦正社史学叢書」P531、P548
83. ↑  《長岡外史関係文書　回顧録編（長岡外史文書研究会）》。《機密日露戦史》亦以長岡的記敘為基礎
84. 1 2  . 日本新华侨报网.   [2009年]. （原始内容存档于2019-05-02） （中文（简体））.

### 书籍
- 別宮暖朗. . 並木書房. 2005.

## 延伸閱讀
- 参謀本部編纂「明治37,8年日露戦史」第5巻・第6巻より
- 司馬遼太郎『坂の上の雲』全8巻（文春文庫、1999年）
- 児島襄『日露戦争』全8巻（文春文庫、1994年）
- ジョン・エリス『機関銃の社会史』（平凡社、1993年）
- 入江春行『与謝野晶子とその時代』（新日本出版社、2003年）
- 日本博学倶楽部『日露戦争・あの人の「その後」』（PHP文庫、2004年）
- 沼田多稼蔵『日露陸戦新史』（芙蓉書房、2004年） ISBN 4829503467
- 谷寿夫『機密日露戦史』（原書房、2004年） ISBN 4562037709
- 『坂の上の雲5つの疑問』（並木書房、2011年）ISBN 4890632840
- 長南政義「第三軍参謀たちの旅順攻囲戦　～「大庭二郎中佐日記」を中心とした第三軍関係者の史料による旅順攻囲戦の再検討～」『國學院法研論叢』第39号（國學院大學、2012年）

## 外部連結
- YouTube上的君勿死去(君死にたまふことなかれ)

### 俄語
- http://militera.lib.ru/h/kersnovsky1/index.html （页面存档备份，存于）
- http://militera.lib.ru/h/sorokin_ai/index.html （页面存档备份，存于）
- http://militera.lib.ru/memo/english/norregaard_bw/index.html （页面存档备份，存于）
- http://bludoslov.narod.ru/history/port-artur.htm （页面存档备份，存于）
- http://alter-vij.livejournal.com/173232.html （页面存档备份，存于）
- http://alter-vij.livejournal.com/174760.html （页面存档备份，存于）
- http://alter-vij.livejournal.com/176642.html （页面存档备份，存于）

### 日語
- 國立國會圖書館近代デジタルライブラリー「日露戦争旅順口要塞戦紀念帖 （页面存档备份，存于）」
- 日露戦争特別展―公文書にみる日露戦争 （页面存档备份，存于） - 国立公文書館 アジア歴史資料センター
- 日露戦争特別展II　開戦から日本海海戦まで　激闘500日の記録 （页面存档备份，存于） - 国立公文書館 アジア歴史資料センター

### 英語
- The Russo-Japanese War Research Society （页面存档备份，存于）
- Siege of Port Arthur Stereoviews （页面存档备份，存于） Lafayette College Library, from the collection of Richard Mammana